# Marc Aurèle
Pour l’article ayant un titre homophone, voir Marcorelle.
Vous lisez un « article de qualité » labellisé en 2020.
Marc Aurèle (en latin : Marcus Aurelius), né le 26 avril 121 à Rome et mort le 17 mars 180 à Sirmione ou à Vindobona, est un empereur et philosophe romain de la dynastie des Antonins, consul en 140, 145 et 161, régnant de 161 à 180.
Dernier des « cinq bons empereurs » selon Machiavel, il est aussi le dernier empereur de la période de la « paix romaine », période de relative stabilité commencée sous le règne d'Auguste (-26 à 14), succédant à la période des guerres civiles (-49 à -30).
Marc Aurèle naît sous le règne d'Hadrien. Il est le fils du préteur Marcus Annius Verus et de l'héritière Domitia Lucilla Minor. Son père meurt alors qu'il est encore enfant et Marc Aurèle est élevé par sa mère et ses grands-pères. Après la mort du fils adoptif d'Hadrien, Lucius Aelius, en 138, l'empereur adopte l'oncle de Marc Aurèle, Antonin le Pieux, comme nouvel héritier. À son tour, Antonin adopte Marc Aurèle et Lucius Aurelius Verus, le fils d'Aelius. Hadrien meurt cette année-là et Antonin devient empereur. Alors héritier du trône, Marc Aurèle étudie les lettres grecques et latines sous la direction de tuteurs tels qu'Hérode Atticus et Fronton. Il entretient par la suite une correspondance étroite avec Fronton pendant de nombreuses années. Marc Aurèle épouse la fille d'Antonin, Faustine la Jeune, en 145. Après la mort d'Antonin en 161, Marc Aurèle accède au trône aux côtés de son frère adoptif Lucius.
Le règne de Marc Aurèle est marqué par des conflits militaires. En Orient, l'Empire romain combat avec succès un Empire parthe revitalisé et le royaume rebelle d'Arménie. Marc Aurèle défait les Marcomans, Quades et Sarmates Iazyges dans les guerres marcomanes. Cependant, ces peuples et d'autres peuples germaniques continuent à représenter une menace pour l'Empire, et les conflits armés reprennent très vite malgré une trêve signée. En outre, une grave pandémie connue comme la « peste antonine » éclate vers 166 et dévaste la population de l'Empire pendant plusieurs décennies.
Le co-empereur Lucius Verus meurt en 169. Contrairement à certains de ses prédécesseurs, Marc Aurèle choisit de ne pas adopter d'héritier. Parmi ses enfants se trouvent Lucilla, qui épouse Lucius, et Commode, dont la succession à Marc Aurèle fait l'objet de débats entre les historiens contemporains et modernes. La colonne et la statue équestre de Marc Aurèle se trouvent toujours à Rome, où elles ont été érigées pour célébrer ses victoires militaires. Dernier grand monument du stoïcisme, les Pensées pour moi-même sont une source importante pour la compréhension moderne des philosophes antiques.

## Sources historiques
Les principales sources décrivant la vie et le règne de Marc Aurèle sont fragmentaires et souvent peu fiables. Le groupe de sources le plus important est un ensemble de biographies contenues dans l’Histoire Auguste, prétendument écrites par un groupe d'auteurs au début du IVe siècle après J.-C., mais qui sont plus vraisemblablement l’œuvre d'un seul auteur, à partir de 395 environ. L’Histoire Auguste doit cependant être utilisée avec prudence : bien qu'utilisant des sources antérieures aujourd'hui perdues (entre autres Marius Maximus), l'ouvrage est entrecoupé de racontars et d'inventions, et chaque affirmation doit ainsi être recoupée par une autre source. Pour la vie et le règne de Marc Aurèle, les biographies d'Hadrien, d'Antonin le Pieux, de Marc Aurèle et de Lucius Aurelius Verus sont largement fiables, mais celles de Lucius Aelius et d'Avidius Cassius ne le sont pas.
Des correspondances entre le précepteur de Marc Aurèle, Fronton, et divers fonctionnaires Antonins ont été conservées dans une série de manuscrits disparates, couvrant la période allant de 138 à 166 environ,. Pensées pour moi-même de Marc Aurèle offre une fenêtre sur sa vie intérieure, mais est difficile à dater et fait peu de références spécifiques aux affaires du monde. La principale source narrative de cette période est Dion Cassius, un sénateur romain originaire de Nicée en Bithynie qui a écrit l'histoire de Rome depuis sa fondation jusqu'en 229 en quatre-vingts livres. Dion est essentiel pour l'histoire militaire de la période, mais ses préjugés sénatoriaux et sa forte opposition à l'expansion impériale obscurcissent sa perspective. On trouve également des éléments chez l'historien Hérodien — qui, contemporain de Dion Cassius, s'en inspire et se pose en témoin oculaire — chez Aurelius Victor, Eutrope, ainsi que dans l’Épitomé de Caesaribus. D'autres sources littéraires fournissent des détails spécifiques : les écrits du médecin Claude Galien sur les habitudes de l'élite antonine, les oraisons d'Aelius Aristide sur l'état de la rhétorique de l'époque, et les textes de lois conservés dans le Digeste et le Code de Justinien sur l'œuvre juridique de Marc Aurèle.
Des inscriptions, des pièces de monnaie et des papyrus complètent les sources littéraires,. La numismatique offre un cadre chronologique et révèle parfois des politiques impériales et l'attitude de l'empereur en place. Il est en effet possible de replacer historiquement plusieurs salutations impériales, victoires et autres événements grâce aux inscriptions sur des pièces de monnaie et des médaillons,. L’épigraphie permet quant à elle de découvrir certains personnages inconnus ayant une importance significative dans l'histoire et de dater certains événements. L'ensemble des découvertes archéologiques liées à l'Empire romain peut amener des changements significatifs de perspective. Enfin, la colonne de Marc-Aurèle ne permet pas de connaître de détails exacts des guerres sous son règne, mais elle permet de les situer chronologiquement grâce aux représentations graphiques de l'Auguste et de son armée.

## Origines et noms

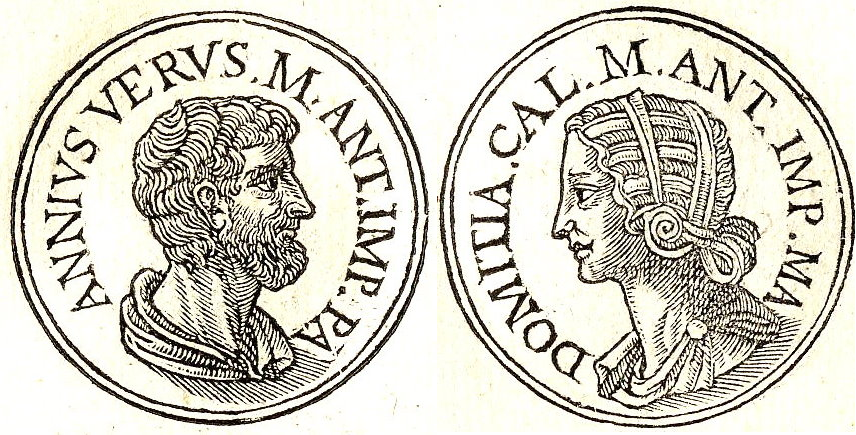
Portraits des parents de Marc Aurèle, Marcus Annius Verus et Domitia Lucilla Minor, imaginés par Guillaume Rouillé dans Promptuarium iconum insigniorum en 1553.

La famille du père de Marc Aurèle, Marcus Annius Verus III, est apparentée à la gens Annia qui n'a pas laissé jusqu'alors de trace importante dans les annales de l'histoire romaine, mais s'est répandue en Italie et dans les provinces. L'histoire des Annii Veri semble commencer au milieu du Ier siècle en Espagne romaine, dans la province de Bétique, à Ucubi (Colonia Claritas Iulia Ucubi — aujourd'hui Espejo) —, une petite ville située au sud-est de Cordoue.
Les Annii Veri s'imposent à Rome à la fin du Ier siècle apr. J.-C., avec l'arrière-grand-père de Marc Aurèle, Marcus Annius Verus I, qui est sénateur et, selon l’Histoire Auguste, ancien préteur ; son grand-père Marcus Annius Verus II est fait patricien en 73 ou 74. Du côté de sa grand-mère paternelle Rupilia Faustina (en), et par le père de celle-ci, Libo Rupilius Frugi, Marc Aurèle descend de Numa Pompilius. Certains, à la suite de Ronald Syme, ont conjecturé que la mère de cette dernière — dont le nom est inconnu — pourrait être Salonia Matidia, nièce sororale de l'empereur Trajan et mère par un troisième mariage de Vibia Sabina, la femme d'Hadrien. Cependant, d'après l'onomastique, aucun descendant de Rupilia Faustina ne reprend les éléments de Salonii ou Matidii dans leurs noms, et le silence des sources (Dion Cassius est trop vague) va à l'encontre de cette hypothèse. Une autre hypothèse, défendue par Christian Settipani, suppose que la mère de Rupilia Faustina serait une fille de l'éphémère empereur Vitellius et de sa seconde épouse Galeria Fundana. Premièrement, le lien entre Hadrien et Marc Aurèle est plus probablement à chercher chez les Annii Veri, originaires de Bétique, comme la famille paternelle d'Hadrien. Ensuite, le fait que le nom de Galeria soit abondamment repris dans la descendance féminine de Rupilia Faustina, est la preuve que celui-ci devait revêtir une signification aristocratique aux yeux des descendants de Rupilia Faustina, alors même que les Galerii sont très rares dans l'ordre sénatorial. Enfin, grâce à Suétone, on sait que la fille de Vitellius a fait un très beau mariage sous le règne de Vespasien. Face à cette ascendance impériale de Marc Aurèle, le silence des sources s'explique probablement par le fait que Vitellius a laissé dans l'Histoire le souvenir d'un empereur tyrannique et glouton.
La mère de Marc Aurèle, Domitia Lucilla Minor (également connue sous le nom de Domitia Calvilla), issue de l'union du patricien romain Publius Calvisius Ruso avec la riche Domitia Lucilla Maior, hérite d'une fortune colossale de ses parents et grands-parents. Elle est ainsi propriétaire de grandes briqueteries dans la banlieue de Rome — une entreprise rentable à une époque où la ville est en pleine expansion — ainsi que des Horti Domitia Calvillae (ou Lucillae), une villa domaniale sur la colline du Cælius à Rome.
L'enfant reçoit le praenomen « Marcus » — le seul qu'il porte toute sa vie durant — après la traditionnelle cérémonie de purification quelques jours après sa naissance, et reçoit les mêmes noms que son grand-père paternel et que son père, « Annius Verus », qu'il porte pendant ses dix-sept premières années. Pendant quelques années, il semble qu'on ait accolé en outre à son nom d'origine, le nom de « Catilius Severus », tiré du nom du beau-père de Lucilla Maior. Lorsque Marcus entre dans l'entourage de l'empereur Hadrien, ce dernier, vraisemblablement à la fois pour souligner les qualités du garçon et appuyer les liens avec son grand-père, transpose son cognomen au superlatif pour le surnommer plaisamment Verissimus (« le très véridique »), un surnom qui restera accolé au jeune homme ainsi qu'en attestent notamment certains monnayages.

## Biographie

### Jeunesse et premières fonctions politiques (121-161)

#### Enfance et jeunesse

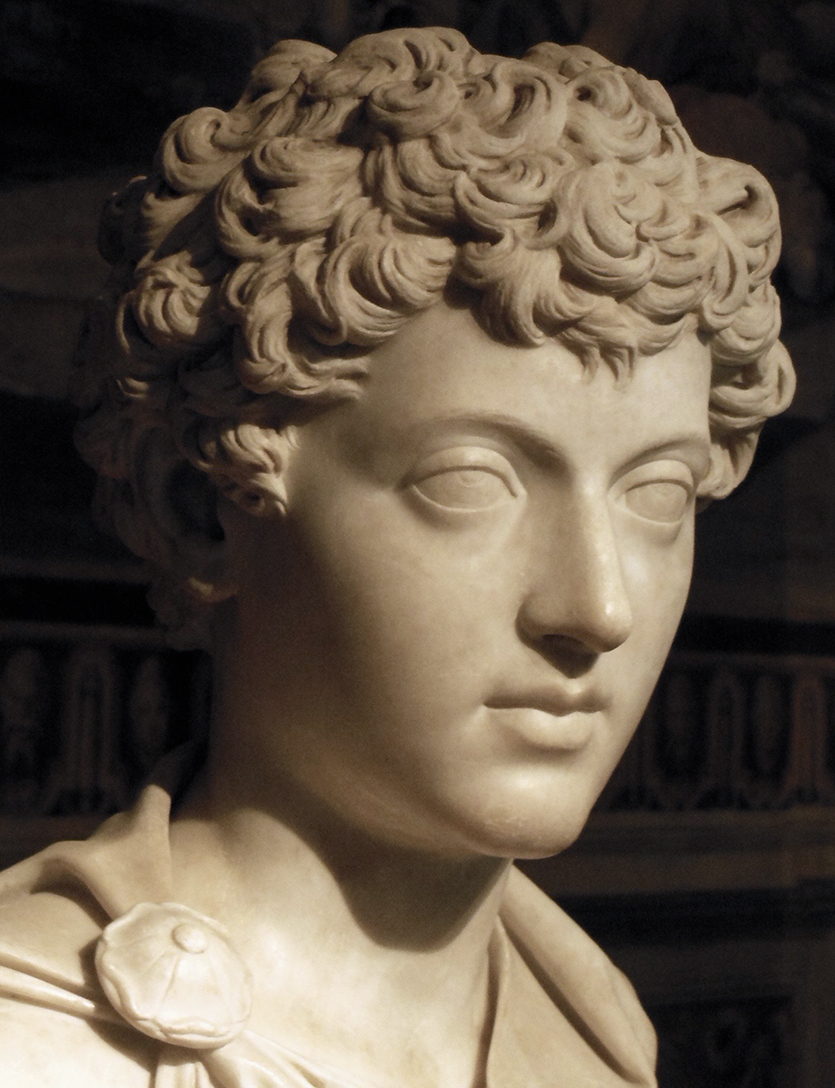
Marc Aurèle jeune (Musées du Capitole, Rome)

Marc Aurèle naît à Rome de Domitia Lucilla Minor et Marcus Annius Verus III le 26 avril 121, ou, selon le calendrier romain, le sixième jour avant les calendes de mai, l'année du deuxième consulat de son grand-père Marcus Annius Verus, qui correspond à l'année 874 de la fondation de Rome. Les premières années de la vie de Marc Aurèle sont largement entourées d'incertitude. Marc Aurèle naît dans la villa Horti Domitia Calvillae appartenant à sa mère et située sur le Cælius qu'il appelle affectueusement « mon Cælius ». C'est alors un faubourg prisé de l'élite, avec peu de bâtiments publics mais où se concentrent les demeures et jardins de l'aristocratie.
Sa sœur cadette, Annia Cornificia Faustina, naît probablement en 122 ou 123. Son père meurt jeune, vraisemblablement en 124 ou 125, alors qu'il est préteur. Bien qu'il l'ait à peine connu, Marc Aurèle écrit dans ses Pensées pour moi-même qu'il apprend « la modestie et la virilité » du souvenir de son père et de sa réputation posthume. Lucilla ne s'est jamais remariée.
La mère de Marc Aurèle, conformément à la coutume de la nobilitas, passe peu de temps avec son fils, le confiant aux soins de nourrices. Néanmoins, Marc Aurèle attribue à sa mère « la piété et la générosité ; l’habitude de s’abstenir non pas seulement de faire le mal, mais même d’en concevoir jamais la pensée ; et aussi, la simplicité de vie, si loin du faste ordinaire des gens opulents ». Dans ses lettres, Marc Aurèle fait de fréquentes et affectueuses références à sa mère, morte vers 156, lui exprimant sa gratitude : « ma mère, qui devait mourir à la fleur de son âge, a pu cependant passer avec moi ses dernières années, ».
Après la mort de son père, Marc Aurèle est adopté par son grand-père paternel Marcus Annius Verus dont le palais est adjacent au Latran et où le jeune Marc Aurèle passe une bonne partie de son enfance. Marc Aurèle est reconnaissant à son grand-père paternel de lui avoir appris « la bonté et la douceur » ; quelques années plus tard, il rend grâce de n'avoir pas dû vivre dans la même maison que la concubine de ce dernier, au charme de laquelle le jeune homme — décrit comme un enfant grave depuis sa plus tendre enfance — ne semble pas avoir été insensible.
Une autre personne semble avoir joué un rôle important dans son éducation, un personnage décrit comme son « arrière-grand-père maternel » mais plus vraisemblablement le beau-père ou le père adoptif de Lucilla Maior, grand mère maternelle d'Hadrien : Lucius Catilius Severus, un homo novus originaire de Bythinie qui mène une brillante carrière jusqu'à le rendre proche de l'empereur Hadrien. Ce dernier fait enrôler Marc Aurèle à l'âge inhabituellement bas de six ans parmi les equites, puis, un an plus tard, au sein du collège des Saliens, une confrérie de prêtres romains consacrés à Mars.
Dans ses écrits, Marc Aurèle sait gré à Catilius d'avoir grâce à lui bénéficié « de bons professeurs à la maison » : il reçoit en effet son enseignement à domicile, conformément aux tendances aristocratiques de l'époque. Ses premiers professeurs sont un affranchi grec prénommé Euphorio et un comédien nommé Geminus. Son professeur de peinture, Diognète, s'avère particulièrement influent, l'initiant à la pratique philosophique et lui apprenant l'usage de la raison. En avril 132, sur sa recommandation, Marc Aurèle commence à pratiquer les habitudes des philosophes et à utiliser leurs vêtements, comme la tunique rêche grecque. D'autres tutores, Trosius Aper, Tuticius Proculus, le géomètre et musicien Andro et le grammairien Alexandre de Cotyaion, décrit comme le principal érudit homérique de son temps, contribuent à sa formation entre 132 et 133. Marc Aurèle doit à Alexandre son apprentissage du style littéraire, visible dans de nombreux passages des Pensées pour moi-même.

#### La succession d'Hadrien

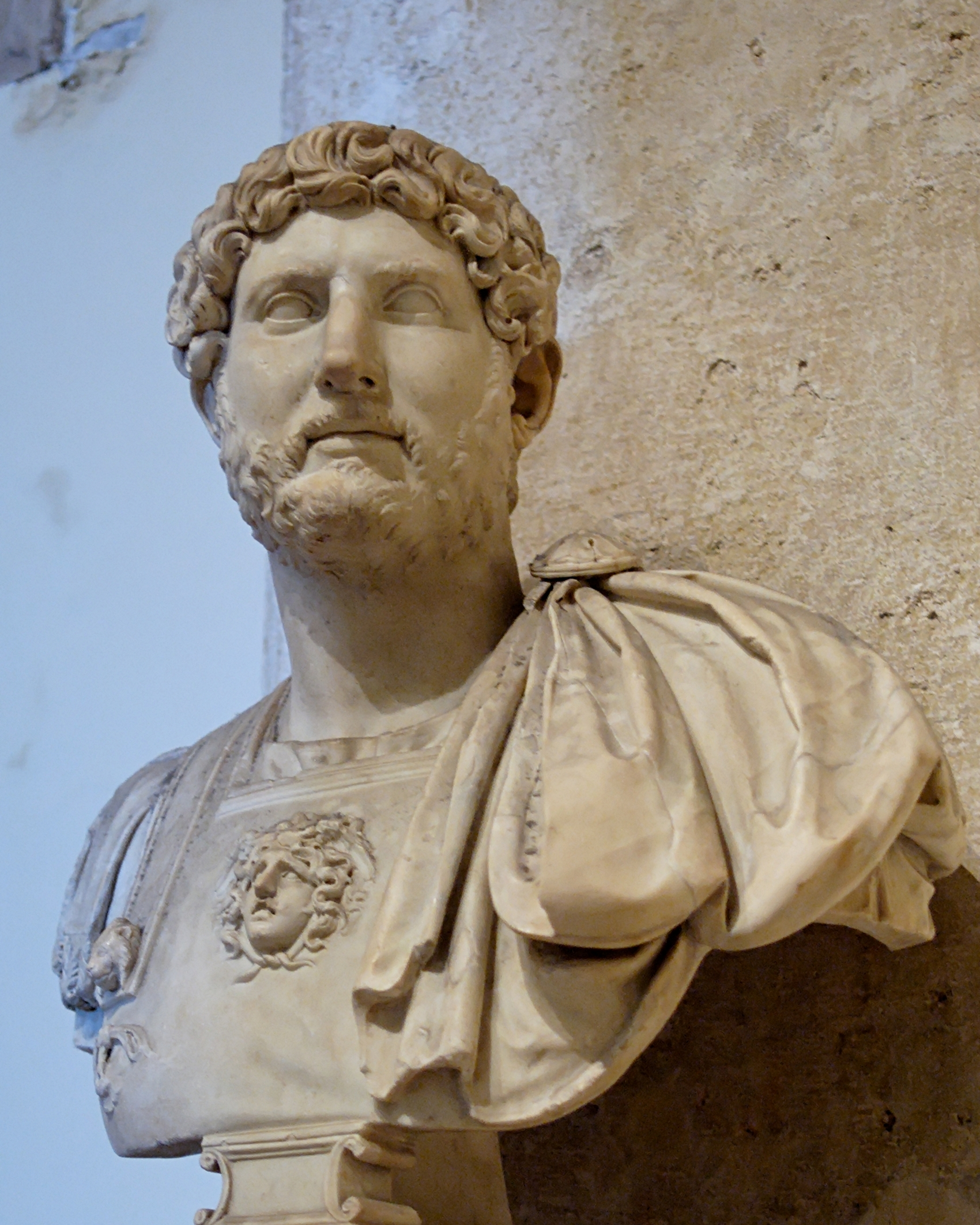
Buste d'Hadrien, empereur romain de 117 à 138, conservé aux musées du Capitole à Rome.

Fin 136, Hadrien, en convalescence dans sa villa de Tivoli après avoir risqué de mourir d'une hémorragie, choisit Lucius Aelius comme successeur, l'adoptant contre la volonté de ses proches. Bien que ses motifs ne soient pas certains, il semble que le but d'Hadrien soit l'accession de Marc Aurèle au trône sur le long terme. En effet, la santé de Lucius Aelius est mauvaise, au point que, lors d'une cérémonie marquant son accession à la succession d'Hadrien, il est trop faible pour lever seul un grand bouclier,. Après un bref séjour sur la frontière du Danube, Lucius Aelius retourne à Rome pour s'adresser au Sénat le premier jour de l'année 138. La nuit précédant le discours, il tombe malade. Il meurt d'une hémorragie plus tard dans la journée,.

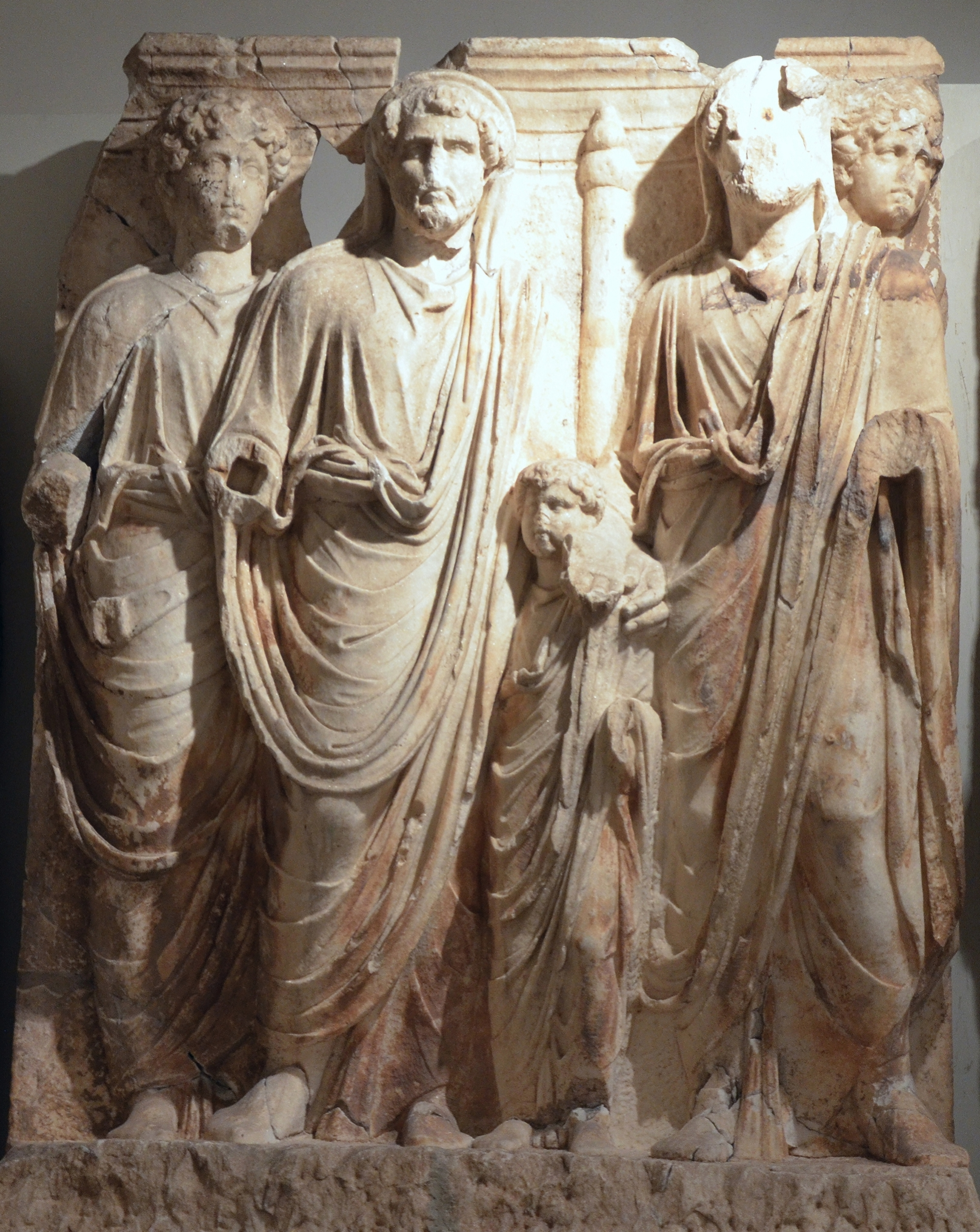
Statue représentant l'adoption de Marc Aurèle (à gauche) et Lucius Aurelius Verus par Antonin le Pieux, conservée au musée Ephesos à Vienne.

Hadrien désigne un nouveau successeur le 24 janvier 138. Son choix tombe sur Antonin le Pieux, le gendre de Marcus Annius Verus, qui est accepté par le Sénat le lendemain, après un examen soigneux de sa situation, et est adopté par Hadrien sous le nom de Titus Aelius Caesar Antoninus. À son tour, conformément aux demandes d'Hadrien, Antonin adopte Marc Aurèle, alors âgé de dix-sept ans, et le jeune Lucius Aurelius Verus, fils du défunt Lucius Aelius.
À partir de ce moment, Marc Aurèle change de nom pour devenir « Marcus Aelius Aurelius Verus » et Lucius prend le nom « Lucius Aelius Aurelius Commodus ». Marc Aurèle aurait accueilli la nouvelle avec tristesse, car il doit quitter à contrecœur la maison de sa mère sur le Cælius pour la maison privée d'Hadrien,. La nuit suivant l'annonce de son adoption, Marc Aurèle rêve qu'il a des épaules en ivoire qui lui permettent de porter de plus lourds fardeaux. Ce rêve est vu comme un bon présage, et il fait directement référence au mythe grec de Pélops.
Peu de temps après, Hadrien demande au Sénat d'exempter Marc Aurèle de la loi qui exige que le candidat à la fonction de questeur ait 25 ans. Le Sénat donne son accord et il devient d'abord questeur en 139, puis reçoit l'« imperium proconsulare maius » en 139 ou 140 et le consulat en 140, alors qu'il n'a que dix-huit ans,. Cette adoption facilite son ascension sociale : il peut alors devenir d'abord responsable des questions monétaires impériales et plus tard tribun militaire dans une légion. Marc Aurèle aurait probablement préféré voyager et approfondir ses études. D’après sa biographie dans l’Histoire Auguste, son caractère est resté inchangé : « il eut pour tous ses parents le même respect qu’il leur témoignait auparavant. Aussi économe, aussi laborieux dans le palais que dans sa maison, il ne voulut agir, parler, penser même, que d’après les principes de son père, ».
La santé d'Hadrien s'aggrave au point qu'il fait une tentative de suicide, arrêtée par son successeur Antonin. Gravement malade, l'empereur quitte Rome pour sa résidence d'été, une villa à la station balnéaire Baïes sur la côte de Campanie. Sa santé ne s'y améliore pas, et il arrête de suivre le régime préconisé par ses médecins. Il convoque alors Antonin, qui est à ses côtés lorsqu'il meurt d'un œdème pulmonaire le 10 juillet 138. Le Sénat refuse d'abord la déification d'Hadrien, jugeant son règne aussi négatif que celui de Tibère ou Néron. Antonin, qui craint, en cas de remise en question des décisions de son prédécesseur, que sa nomination comme successeur de l'empereur le fasse considérer comme illégitime, parvient finalement à convaincre les sénateurs, notamment en commuant les peines de mort des hommes jugés dans les derniers jours d'Hadrien. La succession se fait ainsi de manière pacifique et la stabilité règne : Antonin maintient en fonction les personnes nommées  par Hadrien et apaise le Sénat en respectant ses privilèges. Pour son comportement respectueux vis-à-vis de son père adoptif, Antonin reçoit le surnom de « Pieux »,.

#### Héritier d'Antonin le Pieux

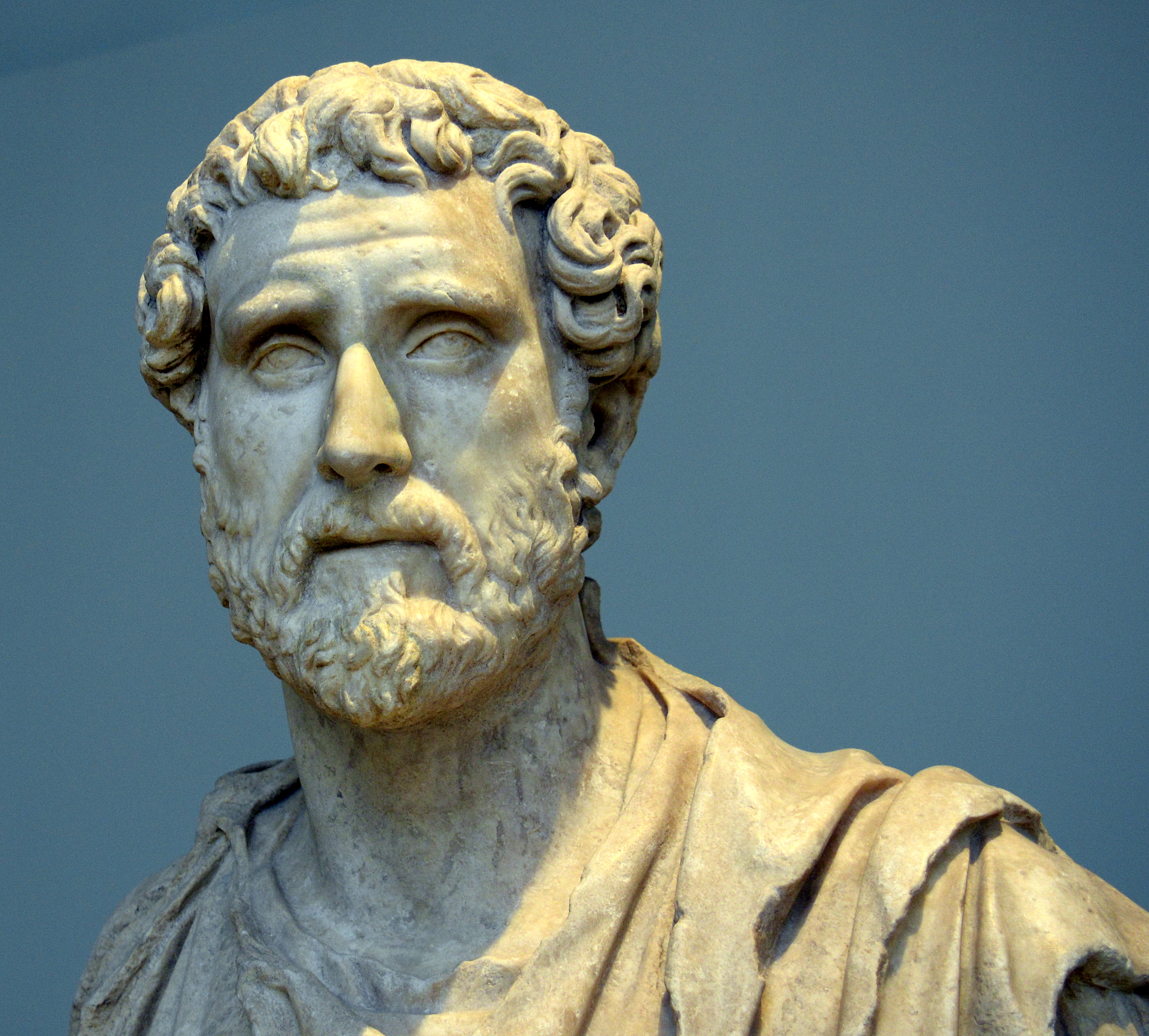
Buste d'Antonin le Pieux, empereur romain de 138 à 161, conservé à Musée national d'Écosse.

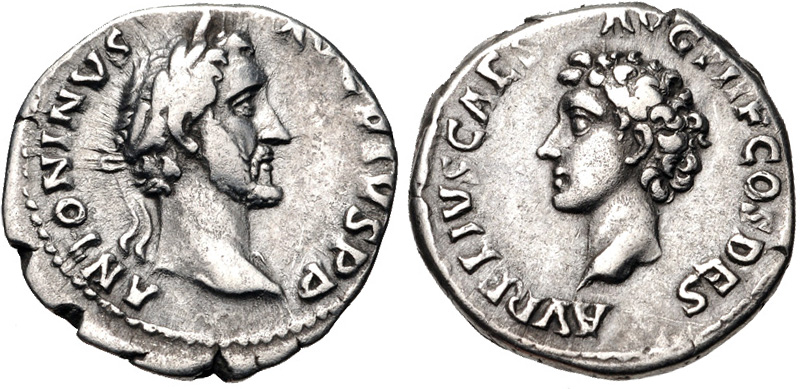
Denier d'Antonin le Pieux, premier portrait numismatique de Marc Aurèle.

Immédiatement après la mort d'Hadrien, Antonin demande à Marc Aurèle de modifier les modalités de son mariage. Marc Aurèle accepte. Il annule ses fiançailles avec Ceionia Fabia et se fiance à  la fille d'Antonin, Faustine la Jeune. De ce fait, les fiançailles entre cette dernière et le frère de Ceionia, Lucius Commodus sont également annulées. Marc Aurèle est nommé sevir, l'un des six commandants des chevaliers, lors de la parade annuelle de l'ordre le 15 juillet 139. En tant qu'héritier présomptif, Marc Aurèle devient princeps iuventutis, chef de l'ordre équestre. Il prend alors le nom de « Marcus Aelius Aurelius Verus Caesar », nom dont Marc Aurèle se méfie : « Veille à ne pas tomber au nombre des Césars, à ne pas t’empreindre de leur couleur, comme cela s’est vu, ». À la demande du Sénat, Marc Aurèle rejoint tous les collèges sacerdotaux (pontifes, augures, quindecemviri sacris faciundis, épulons, etc.) ; cependant, les preuves directes de l'appartenance ne sont disponibles que pour les Frères Arvales.
Antonin exige que Marc Aurèle réside dans la maison de Tibère, le palais impérial du Palatin, et adopte l'apparence de son nouveau rang, l’aulicum fastigium ou « apparat de la cour », contre les objections de Marc Aurèle, qui peine à concilier la vie de la cour avec ses aspirations philosophiques. Il se dit que c'est un objectif réalisable mais somme toute difficile : « En quelque endroit qu’on vive, on y peut toujours vivre bien ; si c’est à la cour que l’on vit, on peut vivre bien et se bien conduire même dans une cour ». Il se critique d'ailleurs lui-même dans Pensées pour moi-même pour s'être plaint « contre la vie publique qu’on mène à la cour ».

Buste de Marc Aurèle César découvert sur le site de la villa romaine de Chiragan, conservé au musée Saint-Raymond de Toulouse.

En tant que questeur, Marc Aurèle semble jouer un rôle administratif encore secondaire. Il est chargé de lire les lettres impériales au Sénat en l'absence d'Antonin, et plus généralement d'être une sorte de secrétaire particulier des sénateurs. Ses fonctions de consul sont, au contraire, plus importantes, puisqu'il préside les réunions au sommet de l'administration de l'État. Il se sent alors absorbé par le travail de bureau et s'en plaint à son tuteur, Marcus Cornelius Fronto : « Je suis tellement essoufflé d'avoir dicté près de trente lettres ». Selon son biographe, c'était une façon de l'entraîner à gouverner l'État. Il a également l'occasion d'exercer ses capacités oratoires en faisant des discours devant les sénateurs de l'assemblée, une formation essentielle pour un empereur.
En 140, Marc Aurèle est nommé consul aux côtés d'Antonin et prend part de manière plus active à l'administration de l'Empire auprès de ce dernier dont l'influence sur son fils adoptif est considérable, ce que celui-ci salue dans un long passage de ses Pensées : il en dresse un portait éloquent, louant entre autres qualités sa mansuétude, son affabilité, sa maîtrise de lui-même ainsi que sa capacité à veiller sans cesse aux nécessités de l'Empire. Au Sénat, Marc Aurèle occupe dès lors un rôle de premier plan dans les fonctions administratives — présidant certaines réunions et menant des cérémonies tant officielles que religieuses — et assiste par ailleurs aux réunions du conseil impérial afin d'y observer la manière dont les affaires de l'empire sont menées.
Le 1er janvier 145, Marc Aurèle est nommé consul une deuxième fois. Dans une lettre, Fronton lui demande de dormir suffisamment « pour que vous puissiez entrer au Sénat avec de belles couleurs et lire votre discours d'une voix forte ». Marc Aurèle s'est en effet plaint d'une maladie dans une lettre précédente : « En ce qui concerne ma force, je commence à la retrouver, et il n'y a aucune trace de la douleur dans ma poitrine. Mais cet ulcère […] , je suis traité et je fais attention à ne rien faire qui puisse le gêner ». Marc Aurèle, qui n'a jamais été particulièrement sain ni fort, est loué pour son dévouement au devoir malgré ses diverses maladies par Dion Cassius lorsqu'il écrit sur ses dernières années.

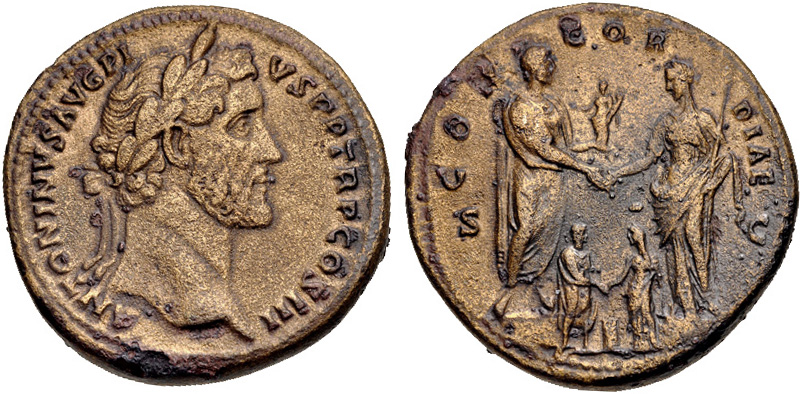
Sesterce d'Antonin le Pieux, datés entre 140 et 144, célébrant l'union de Marc Aurèle avec Faustine la Jeune. Au-dessus des jeunes mariés se trouvent Antonin et Faustine l'Ancienne portant une statue de Concorde.

En avril 145, Marc Aurèle épouse Faustine, âgée de 14 ans, comme prévu depuis 138. Selon le droit romain, pour que le mariage ait lieu, Antonin doit libérer officiellement l'un des deux enfants de son autorité paternelle ; sinon Marc Aurèle, en tant que fils adoptif d'Antonin, aurait épousé sa sœur. On ne sait pas grand-chose de la cérémonie, mais l’Histoire Auguste la qualifie de « remarquable ». Des pièces de monnaie sont émises avec les têtes du couple, et Antonin, en tant que Pontifex maximus, aurait officié. Dans ses lettres, Marc Aurèle ne fait aucune référence claire à son mariage, qui dure 31 ans, et se contente de mentionner quelquefois Faustine.

#### Formation oratoire et philosophique
Après avoir pris la toga virilis en 136, Marc Aurèle commence probablement sa formation à l'art oratoire. Il a trois tuteurs en grec, Aninus Macer, Caninius Celer et Hérode Atticus, et un en latin, Fronton. Ces deux derniers sont les orateurs les plus estimés de leur temps, et deviennent probablement ses tuteurs après son adoption par Antonin en 138. La prépondérance des tuteurs grecs indique l'importance de la langue grecque pour l'aristocratie de Rome. C'est l'époque de la seconde Sophistique, une renaissance des lettres grecques. Bien qu'éduqué à Rome, dans les Pensées pour moi-même, Marc Aurèle écrit ses pensées les plus intimes en grec.

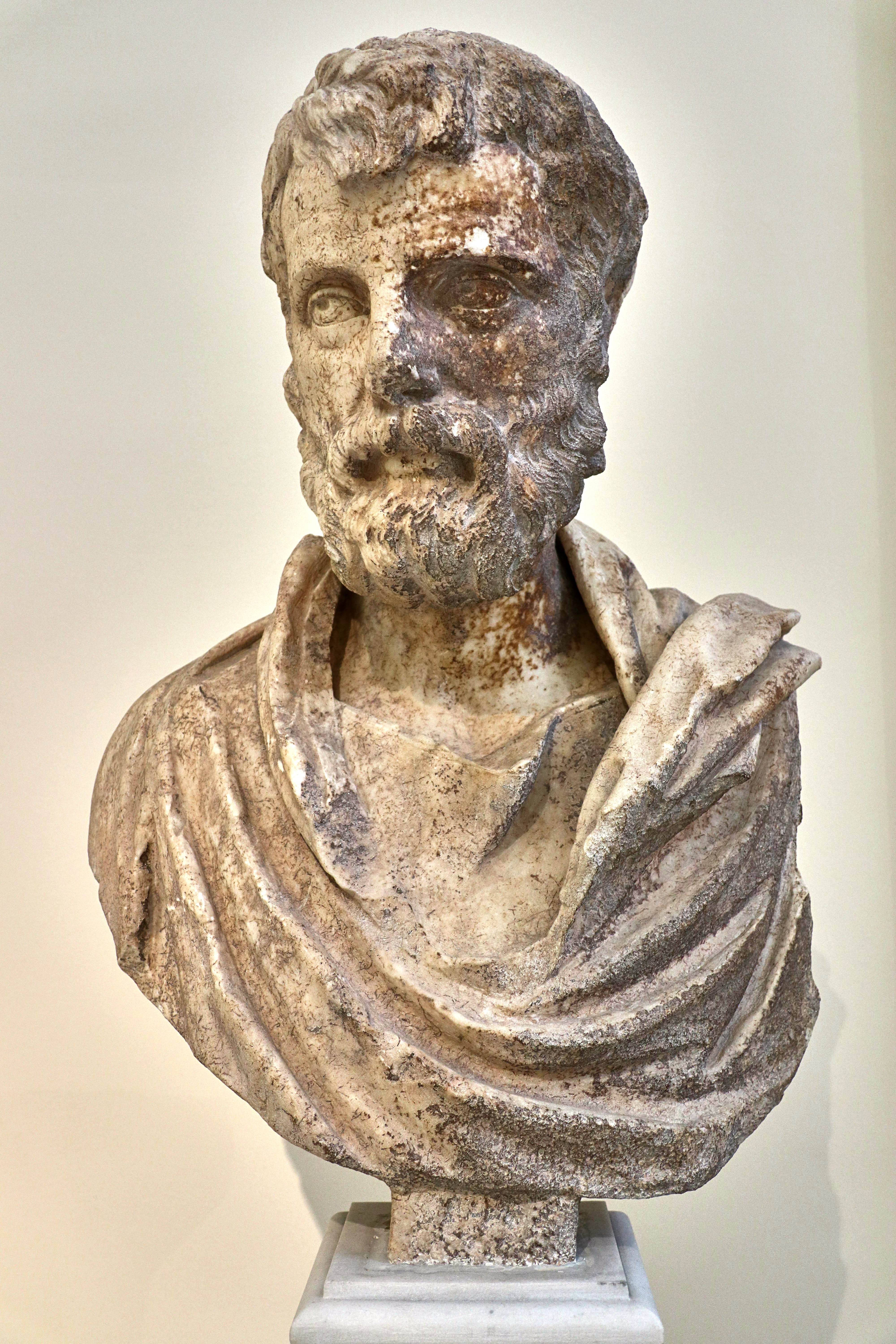
Buste d'Hérode Atticus, conservé au musée national archéologique d'Athènes.

Hérode Atticus est un personnage controversé : Athénien extrêmement riche, peut-être l'homme le plus riche d'Orient, il est prompt à la colère, et ses compatriotes athéniens lui en veulent pour sa condescendance. Atticus est un adversaire invétéré du stoïcisme et des prétentions philosophiques. Il trouve insensé le désir des stoïciens d'avoir un « manque de sentiment » ; selon lui, ils vivraient « une vie lente et amère ». Malgré l'influence d'Atticus, Marc Aurèle devient plus tard un stoïcien. Il ne mentionne pas Atticus dans ses Pensées, bien qu'ils restent en contact au cours des décennies suivant son apprentissage.
Fronton jouit quant à lui d'une très bonne réputation. Au sein des amateurs anciens de la littérature latine, on le considère comme le deuxième après Cicéron, peut-être même comme une alternative à celui-ci, et il est l'orateur romain le plus réputé de son époque. Il ne se soucie guère d'Atticus, bien que Marc Aurèle finisse par mettre les deux hommes sur un pied d'égalité. Fronton possède une maîtrise complète du latin ; il est capable de retracer des expressions à travers la littérature, de produire des synonymes obscurs et de remettre en question des irrégularités mineures dans le choix des mots des autres.
Une grande partie de la correspondance entre Fronton et Marc Aurèle a survécu. S'il n'existe pas de traduction française de ces 88 lettres, elles permettent de retracer le quotidien de Marc Aurèle en tant que César puis comme empereur ; leur style littéraire est celui de la correspondance et le propos des deux hommes est souvent d'apparence futile. Marc Aurèle et Fronton sont très proches et utilisent un langage intime dans leurs lettres : « Au revoir mon souffle. […] Ici même, à la même période, l'an dernier, je me consumais de manque pour ma mère. Cette année c'est toi qui allumes ce manque en moi ». Marc Aurèle passe également du temps avec la femme et la fille de Fronton, toutes deux nommées Cratia, avec qui il a des conversations légères. Le jour de son anniversaire, il écrit une lettre à Fronton dans laquelle il affirme l'aimer comme il s'aime lui-même et demande aux dieux de faire en sorte que chaque mot qu'il apprenne de la littérature, il l'apprenne « des lèvres de Fronton ». Ses prières pour la santé de Fronton sont plus que conventionnelles, Fronton étant souvent malade ; il semble être toujours souffrant — environ un quart des lettres qui nous sont parvenues traitent de ses maladies. Marc Aurèle demande que la douleur de Fronton soit infligée à lui-même, « de mon propre gré, avec toutes sortes de maux ».
Fronton ne devient jamais l'enseignant à plein temps de Marc Aurèle et poursuit sa carrière d'avocat. Une affaire notoire le met en conflit avec Atticus. Marc Aurèle demande à Fronton de ne pas attaquer Atticus, d'abord par « conseil », puis comme « faveur », ayant déjà demandé à Atticus de s'abstenir de porter les premiers coups. Fronton est surpris de découvrir que Marc Aurèle considère Atticus comme un ami et admet que Marc Aurèle peut avoir raison, mais affirme néanmoins son intention de gagner l'affaire par tous les moyens nécessaires : « [L]es accusations sont effrayantes et doivent être qualifiées d'effrayantes. Celles qui se réfèrent en particulier aux coups et aux vols que je décrirai de manière à ce qu'ils sentent le fiel et la bile. Si je l'appelle un petit Grec sans éducation, cela ne signifie pas une guerre à mort ». L'issue du procès n'est pas connue.
À l'âge de vingt-cinq ans (entre avril 146 et avril 147), Marc Aurèle se désintéresse de ses études de jurisprudence et montre les signes d'un malaise général. Il décrit son maître à Fronton comme étant un vantard désagréable qui l'a pris à partie : « Il est facile de bailler à côté d'un juge, mais être juge est un noble travail ». Marc Aurèle se lasse de ses exercices, de prendre position dans des débats qu'il juge imaginaires. Lorsqu'il critique le manque de sincérité du langage conventionnel, Fronton se met à défendre celui-ci. En tout cas, l'éducation formelle de Marc Aurèle est désormais terminée. Il garde de bonnes relations avec ses professeurs. Le fait d'avoir consacré tant d'efforts à ses études « a des effets néfastes sur sa santé », selon le biographe de l’Histoire Auguste. C'est la seule chose que celui-ci reproche à Marc Aurèle durant sa jeunesse.
Fronton met très tôt en garde Marc Aurèle contre l'étude de la philosophie : « Il est préférable de ne jamais avoir touché à l'enseignement de la philosophie… que de l'avoir goûté superficiellement, avec le bord des lèvres, comme le dit le dicton ». Il dédaigne la philosophie et les philosophes, et regarde de haut les sessions de Marc Aurèle avec Apollonios de Chalcédoine et d'autres philosophes de son cercle. Fronton émet une interprétation peu charitable de la « conversion à la philosophie » de Marc Aurèle : « À la manière des jeunes, fatigués du travail ennuyeux », Marc Aurèle se tourne vers la philosophie pour échapper aux exercices répétés de l'entraînement oratoire. Marc Aurèle reste en contact étroit avec Fronton, mais ignore ses scrupules.
Apollonios introduit probablement Marc Aurèle à la philosophie stoïque, mais Quintus Junius Rusticus aurait l'influence la plus forte sur le garçon,. Il est l'homme que Fronton considère comme ayant « attiré Marc Aurèle » loin de l'art oratoire. Il est plus vieux que Fronton et de vingt ans plus âgé que Marc Aurèle. Petit-fils d'Arulenus Rusticus, l'un des martyrs de la tyrannie de Domitien, il est l'héritier de la tradition du Ier siècle de « l'opposition stoïque » aux « mauvais empereurs » ; le vrai successeur de Sénèque (par opposition à Fronton, le faux). Dans ses Pensées, Marc Aurèle remercie Rusticus de lui avoir appris à « se détourner de la rhétorique, de la composition poétique, du bel esprit ; […] à écrire des lettres simples, ».

#### Naissances et décès dans la famille
« La génération des hommes est semblable à celle des feuilles. Le vent répand les feuilles sur la terre, et la forêt germe et en produit de nouvelles, et le temps du printemps arrive. C’est ainsi que la génération des hommes naît et s’éteint ».
Le 30 novembre 147, Faustine donne naissance à une fille, nommée Domitia Faustine. Elle est la première d'au moins treize enfants (dont deux paires de jumeaux) que Faustine porte au cours des vingt-trois années suivantes. Le 1er décembre, Antonin donne à Marc Aurèle la puissance tribunicienne et l’imperium - l'autorité sur les armées et les provinces de l'empereur. La puissance tribunitienne donne à Marc Aurèle le droit de proposer une mesure avec préemption sur le Sénat et sur Antonin lui-même, et est renouvelée avec celle d'Antonin le 10 décembre 147. La première mention de Domitia dans les lettres de Marc Aurèle révèle sa mauvaise santé : « César à Fronton. Si les dieux le veulent, il semble que nous ayons un espoir de guérison. La diarrhée a cessé, les petits accès de fièvre ont été chassés. Mais l'émaciation est encore extrême et il y a encore pas mal de toux ». Marc Aurèle et Faustine sont très occupés par les soins de la jeune fille, mais Domitia finit par mourir en 151.

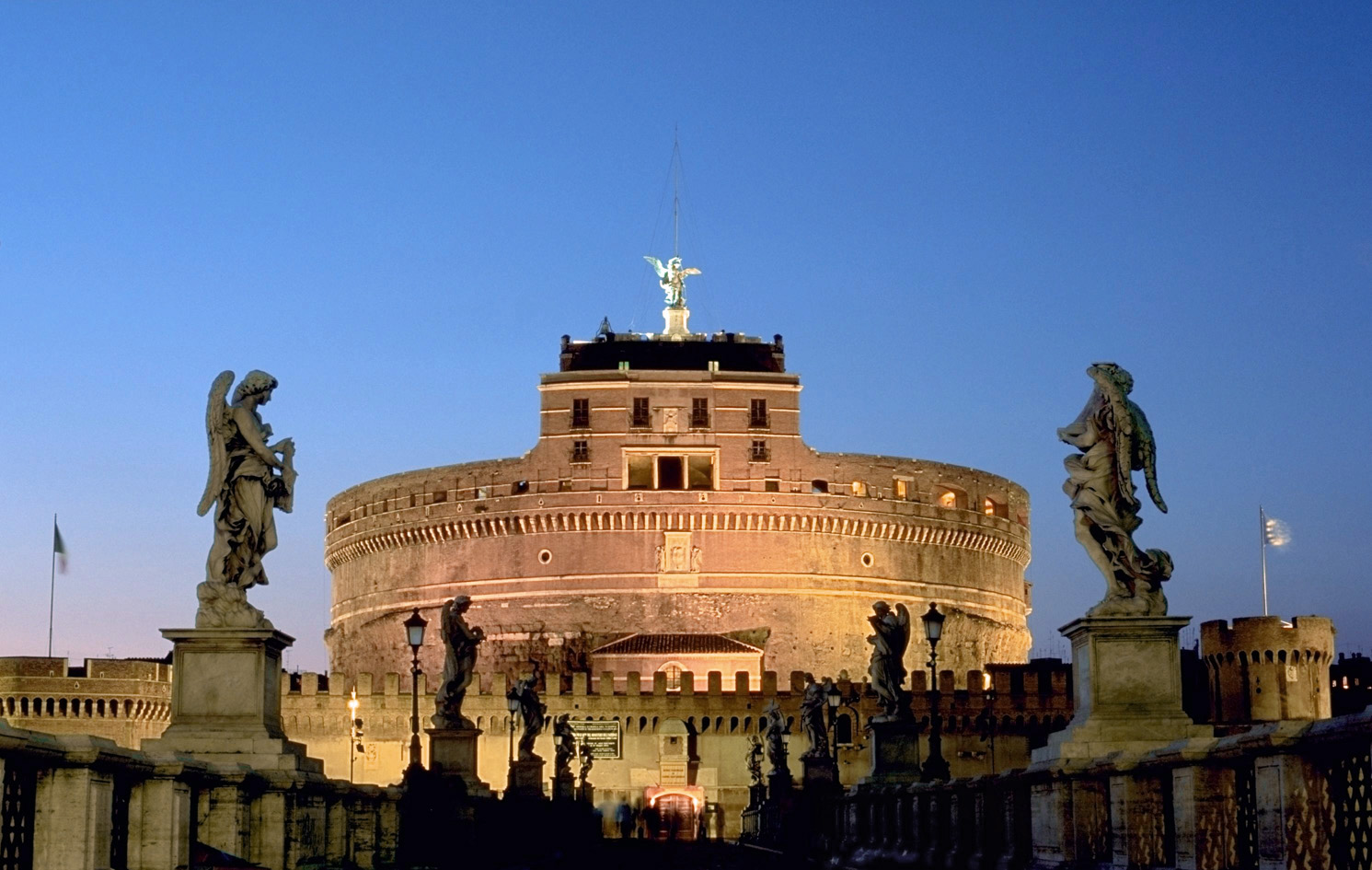
Le mausolée d'Hadrien, où sont enterrés les enfants de Marc Aurèle et Faustine. Le mausolée fait partie du château Saint-Ange.

En 149, Faustine donne naissance à des jumeaux. Des pièces de monnaie contemporaines commémorent l'événement, avec des cornes d'abondance croisées sous les bustes des deux petits garçons et la légende temporum felicitas, « béatitude des temps ». Cependant, les deux jeunes ne survivent pas longtemps ; Titus Aurelius Antoninus et Tiberius Aelius Aurelius, noms connus grâce à leur épitaphe, sont morts très tôt (fin 149) et sont enterrés dans le mausolée d'Hadrien. Avant la fin de l'année, une autre pièce de monnaie est émise : elle montre seulement une petite fille, Domitia Faustine, et un bébé garçon ; la pièce est finalement remplacée par une autre, qui montre la fille seule. Marc Aurèle écrit dans Pensées : « Un homme prie : « Comment ne pas perdre mon jeune enfant », mais vous devez prier : « Comment ne pas avoir peur de le perdre », ».
Une autre fille naît le 7 mars 150 et est nommée Annia Aurelia Galeria Lucilla. Entre 155 et 161, probablement peu après 155, la mère de Marc Aurèle Domitia Lucilla meurt. Faustine a probablement eu une autre fille, Annia Galeria Aurelia Faustina, entre 151 et 153. Un nouveau fils, Tibère Aelius Antoninus, est né en 152. Une émission de pièces célèbre la fecunditati Augustae, « la fécondité de l'Augusta », et présente deux filles et un enfant. Le garçon n'a pas survécu longtemps, comme en témoignent les pièces de 156, qui ne représentent que les deux filles. Il serait mort en 152, la même année que la sœur de Marc Aurèle, Cornificia. Le 28 mars 158, un autre de ses enfants au nom inconnu meurt. En 159 et 160, Faustine donne naissance à des filles : Fadilla et Cornificia, nommées respectivement en hommage aux sœurs décédées de Faustine et de Marc Aurèle.
D'autres enfants naissent plus tard : Commode et son jumeau Titus Aurelius Fulvus Antoninus, mort jeune, en 161, Marcus Annius Verus Caesar en 162, un garçon du nom d'Hadrien qui ne survit pas et enfin, dernière enfant connue du couple, une fille du nom de Vibia Aurelia Sabina, née en 170 ou 171.

#### Les dernières années d'Antonin
Lucius commence sa carrière politique en tant que questeur en 153 et devient consul pour l'année suivante, à vingt-quatre ans. Il n'a pas de titres honorifiques, à l'exception de celui de « fils d'Auguste ». Il a une personnalité bien différente de celle de Marc Aurèle : il aime les sports de toutes sortes, mais surtout la chasse et la lutte ; il prend un plaisir évident aux jeux du cirque et aux combats de gladiateurs, à la différence de Marc Aurèle qui au cirque s'adonne à la lecture afin de marquer ostensiblement son ennui. Lucius ne se marie qu'en 164. Antonin n'approuve pas complètement le comportement de ce dernier qu'il veut néanmoins conserver dans sa famille, sans pour autant lui confier de pouvoir. Comme l'indiquent les statues de cette période, Marc Aurèle commence à porter une barbe (en plus des cheveux bouclés typiques de l'époque des Antonins), poursuivant la mode commencée par Hadrien et suivie par Antonin, qui remplace l'apparence traditionnelle de l'homme romain, complètement glabre,.
En 156, Antonin a 70 ans. Il jouit toujours d'un état de santé satisfaisant, même s'il a du mal à se tenir droit sans un corset et doit commencer à grignoter du pain sec pour lui donner la force de rester éveillé pendant ses réceptions du matin. À mesure qu'Antonin vieillit, Marc Aurèle assume des tâches administratives plus importantes, en particulier lorsqu'il devient préfet du prétoire à la mort de Marcus Gavius Maximus en 156 ou 157. En 160, Marc Aurèle et Lucius sont désignés consuls conjoints pour l'année suivante, peut-être parce qu'Antonin sent la fin de sa vie approcher.
Selon les récits de l’Histoire Auguste, deux jours avant sa mort, l'empereur, qui se trouve dans sa propriété de Lorium, a une indigestion, vomit et est pris de fièvre. Le lendemain, le 7 mars 161, il convoque le conseil impérial et passe tous ses pouvoirs à Marc Aurèle, ordonnant que la statue d'or de Fortuna, qui se trouve dans la chambre des empereurs, soit apportée à celui-ci. Il donne ensuite le mot de passe au tribun de garde pour la nuit, « aequanimitas », puis se retourne, comme pour s'endormir, et meurt à l'âge de 75 ans. Sa mort met fin au règne le plus long depuis Auguste, surpassant de quelques mois celui de Tibère.

### Règne (161-180)

#### Accession au pouvoir impérial
Après la mort d'Antonin le Pieux, Marc Aurèle est le seul héritier de l'Empire. Le Sénat lui accorde le titre d'Auguste et d'Imperator, en plus de celui de Pontifex maximus, prêtre à la tête des cultes officiels de la religion romaine. Il semble que Marc Aurèle soit réticent à l'idée d'assumer le pouvoir impérial, au moins au début, puisque l'Histoire Auguste le décrit comme « contraint » par le Sénat à prendre en charge la Res publica,,,. Marc Aurèle, avec sa préférence pour la vie philosophique, trouve la fonction impériale peu attrayante. Sa formation de stoïcien le pousse cependant à comprendre que c'est son devoir, et il finit par accepter ces responsabilités,.

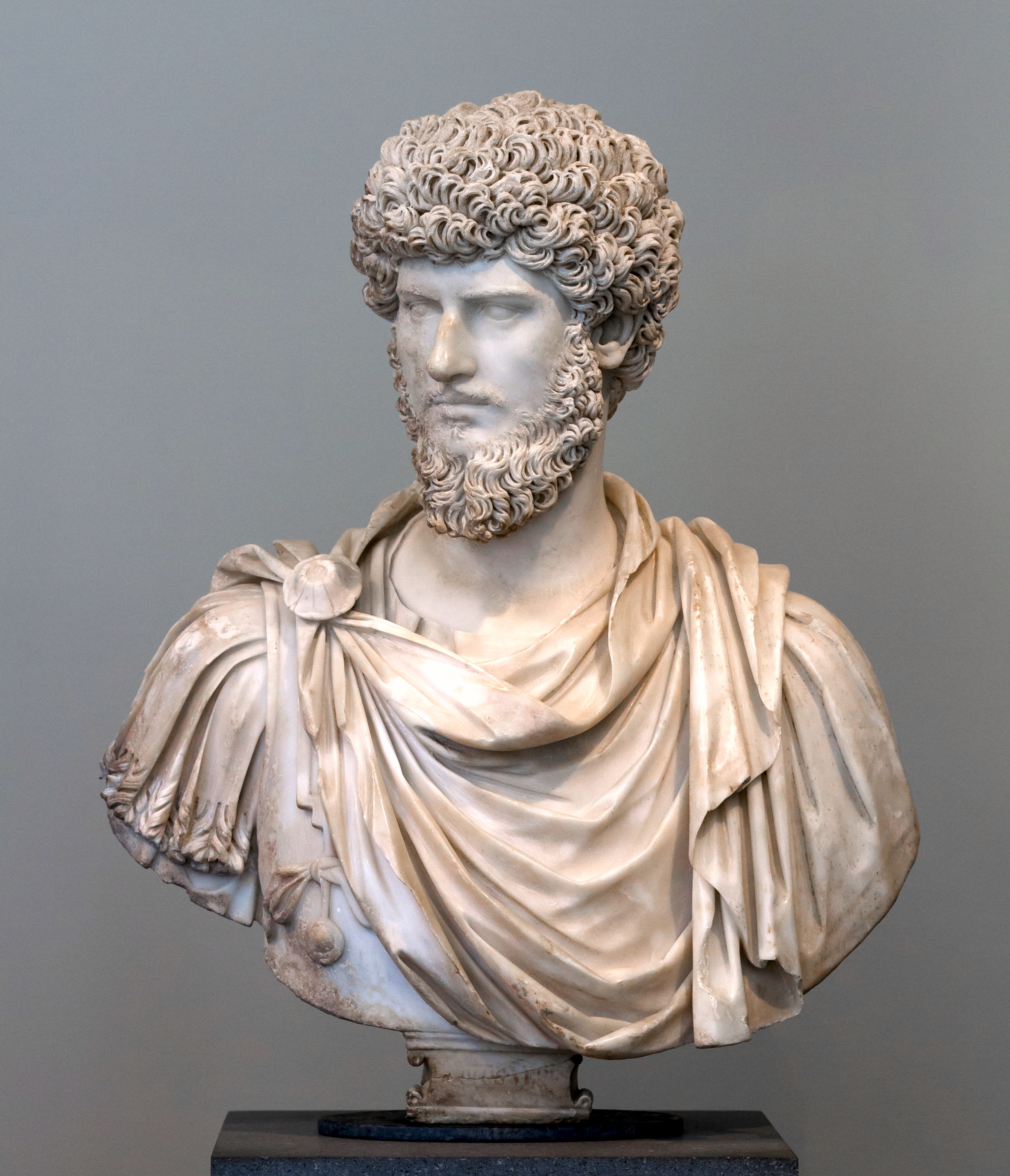
Buste de Lucius Aurelius Verus, frère adoptif de Marc Aurèle, conservé au Metropolitan Museum of Art.

Bien qu'il ne montre pas d'affection personnelle pour Hadrien dans ses Pensées pour moi-même, Marc Aurèle le respecte beaucoup et ressent probablement le devoir de mettre en œuvre ses plans de succession. C'est peut-être conscient de sa santé précaire et pour alléger le fardeau de la tâche qui l'attend que ce dernier choisit d'associer son frère adoptif au pouvoir. Ainsi, même si le sénat ne veut confirmer que lui, il refuse de prendre ses fonctions sans que Lucius ne reçoive les mêmes honneurs : le sénat est finalement contraint d'accepter et accorde à Lucius Verus les titres d'Auguste et d'Imperator. Marc Aurèle prend, comme titulature officielle, « Imperator Caesar Marcus Aurelius Antoninus Augustus » tandis que Lucius, prenant le nom de famille de Marc Aurèle, Verus, et renonçant au nom Commodus, devient l'empereur « Caesar Lucius Aurelius Verus Augustus ». Pour la première fois, Rome est gouvernée par deux empereurs en même temps,.
Malgré le statut de diarchie, Marc Aurèle dispose de plus d'auctoritas que Lucius ; Marc Aurèle a été consul une fois de plus que Lucius, il a participé au règne d'Antonin et lui seul est Pontifex Maximus, le titre ne pouvant être partagé,. Le public pouvait alors clairement savoir quel empereur avait le plus de pouvoir, et Lucius n'a jamais contesté cette prééminence. Le biographe de l'Histoire Auguste a écrit : « Vérus se montra, il est vrai, reconnaissant des bienfaits de Marc-Aurèle, et lui fut soumis comme un lieutenant l’est à un proconsul, ou un gouverneur de province à l’empereur, ».
Immédiatement après la confirmation du Sénat, les empereurs procèdent à la cérémonie d'inauguration au Castra Praetoria, le camp de la garde prétorienne. Lucius s'adresse alors aux troupes déployées, qui acclament les imperatores. Puis, comme tout nouvel empereur depuis Claude, Lucius promet aux troupes une donation spéciale. Celle-ci représente le double des donations reçues par le passé : 20 000 sesterces soit 5 000 deniers par soldat — dont la solde annuelle est de 300 deniers à l'époque d'Hadrien —, les officiers recevant une somme plus grande. En échange de cette donation, égale à plusieurs années de salaire, les troupes jurent allégeance aux deux empereurs et assurent leur protection,. La cérémonie n'est pas entièrement nécessaire, étant donné que la passation de pouvoir est pacifique et incontestée, mais elle constitue une assurance valable contre d'éventuelles révoltes de soldats.
Les funérailles d'Antonin sont célébrées de façon que son esprit puisse s'élever vers les dieux, comme le veut la tradition, et son corps est placé sur un bûcher. Lucius et Marc Aurèle font diviniser leur père adoptif par un flamine chargé de la cérémonie, avec le consentement du Sénat. Le temple dédié à la femme d'Antonin, Faustine l'Ancienne, devient le temple d'Antonin et Faustine. Selon ses dernières volontés, la succession d'Antonin ne passe pas directement à Marc Aurèle, mais à Faustine la Jeune, alors enceinte de trois mois. Pendant sa grossesse, elle rêve qu'elle donne naissance à deux serpents, l'un plus féroce que l'autre. Le 31 août, les deux jumeaux, Titus Aurelius Fulvius Antoninus et Commode, naissent à Lanuvio. Outre le fait que les jumeaux sont nés le même jour que Caligula, il semble que les présages soient favorables et que les astrologues tirent des auspices positifs pour les deux nouveau-nés. Les naissances sont célébrées sur des pièces de monnaie impériales.

#### Co-empereur avec Lucius (161-169)

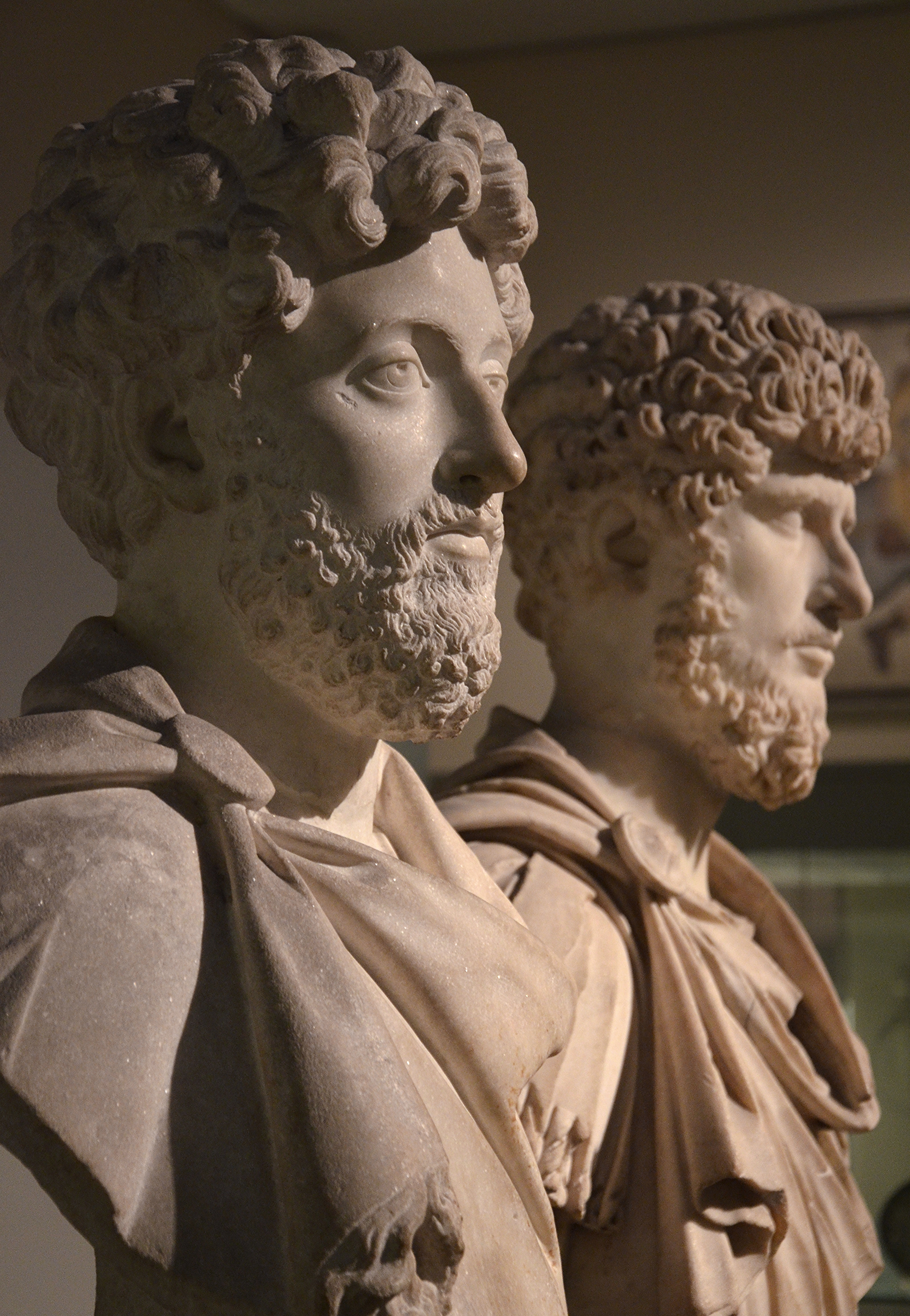
Bustes de Marc Aurèle (à gauche) et Lucius Aurelius Verus, conservés au British Museum.

Immédiatement après l'accession au pouvoir, Marc Aurèle promet à Lucius sa fille de onze ans, Lucilla, bien qu'il soit officiellement son oncle. Lors des cérémonies de commémoration de l'événement, de nouvelles dispositions sont prises pour soutenir les enfants pauvres, sur le modèle de fondations impériales antérieures. Marc Aurèle et Lucius se révèlent populaires auprès des Romains, qui approuvent fortement leur comportement sans manières. Les empereurs autorisent la liberté d'expression, comme en témoigne le fait qu'un auteur de comédies nommé Marullus est capable de les critiquer sans subir de représailles. Comme l'écrit le biographe de l’Histoire Auguste : « Les deux empereurs se conduisirent avec une bonté qui fit même oublier celle d’Antonin le Pieux, ».
Dès que la nouvelle de l'accession au trône impérial de ses élèves lui parvient, Fronton quitte sa maison à Cirta et retourne à sa résidence romaine le 28 mars. Il envoie une note à l'affranchi impérial Charilas, lui demandant d'entrer en contact avec les empereurs car, dit-il plus tard, il n'ose pas leur écrire directement. Le professeur se montre immensément fier de ses élèves. En repensant au discours qu'il a prononcé pour l'ascension au consulat en 143, il loue Marc Aurèle en ces termes : « Il y avait alors en toi une capacité naturelle extraordinaire, maintenant perfectionnée à l'excellence, le grain qui a poussé est maintenant une récolte mûre ». Lucius, en revanche, est moins estimé par Fronton, ses intérêts étant considérés d'un niveau inférieur.
L'enseignement de Fronton se poursuit dans les premières années du règne de Marc Aurèle. Fronton estime que, compte tenu du rôle de Marc Aurèle, les leçons sont plus importantes aujourd'hui que jamais. Il pense que Marc Aurèle « commence à ressentir à nouveau le désir d'être éloquent, bien qu'il en ait perdu l'intérêt pendant un certain temps ». Fronton rappelle à nouveau à son élève les problèmes de compatibilité entre son rôle et ses prétentions philosophiques : « Suppose, César, que tu puisses atteindre la sagesse de Cléanthe et de Zénon de Kition, mais, contre ta volonté, pas la cape de laine du philosophe ».
Les débuts du règne de Marc Aurèle sont les moments les plus heureux de la vie de Fronton : Marc Aurèle est aimé du peuple de Rome, un excellent empereur, un élève passionné, et peut-être surtout, aussi éloquent qu'on pouvait le souhaiter. Marc Aurèle fait preuve d'habileté rhétorique dans un discours au Sénat après un tremblement de terre à Cyzique, et impressionne l'audience en racontant en détail la catastrophe : « soudain, l'esprit des auditeurs était plus violemment agité pendant le discours que la ville pendant le tremblement de terre ». Le discours satisfait extrêmement Fronton.

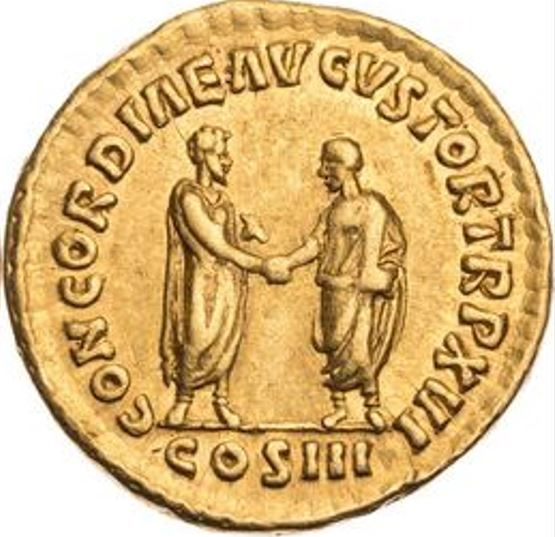
Revers d'un aureus de 161-162 montrant la bonne entente régnant entre les deux co-empereurs (Concordiae Augustor) qui se serrent la main.

Néanmoins, loin de mettre œuvre un quelconque « programme philosophique » de gouvernement, le principat de Marc-Aurèle s'inscrit dans la continuité de son père adoptif, à la manière d'un aristocrate romain attaché au droit et à la tradition dans le souci de maintenir l'ordre terrestre et cosmique que dicte la Providence. Afin de mener à bien sa tâche, l'empereur s'entoure d'administrateurs et de généraux compétents qui le conseillent en tant qu'« amis du prince » (amici principis) ou le suivent en campagne comme « compagnons d'Auguste » (comites Augusti), remplaçant en outre un certain nombre de hauts fonctionnaires de l'empire.
Sextus Caecilius Crescens Volusianus, chargé de la correspondance impériale, est ainsi remplacé par Titus Varius Clemens, militaire brillant originaire de Norique et plusieurs fois procurateur, considéré comme quelqu'un de capable pour une période de crise militaire. Pour nourrir son intense activité législative et judiciaire, il s'appuie sur des techniciens expérimentés comme Quintus Cervidius Scævola ou encore son ancien tuteur Lucius Volusius Maecianus, gouverneur préfectoral d'Égypte, qui est rappelé à Rome et nommé sénateur ainsi que préfet du Trésor (aerarium Saturni) puis consul peu après.
De nouvelles préoccupations marquent la fin du Felicitas temporum proclamé par les pièces de 161. À l'automne 161 ou au printemps 162, le Tibre déborde et dévaste une grande partie de Rome. De nombreux animaux se noient et la ville est en proie à la famine. « Marc Aurèle et Lucius font face personnellement à ces catastrophes » et les communautés italiennes touchées par la famine sont aidées, ce qui leur permet de s'approvisionner en céréales en provenance de la capitale. En d'autres temps de famine, les empereurs aident les communautés italiennes en leur faisant parvenir de la nourriture depuis les entrepôts romains.

##### Guerre romano-parthique
Dans la seconde moitié de 161, le changement d'empereur semble encourager Vologèse IV de Parthie à attaquer le royaume d'Arménie, allié de l'Empire romain, en nommant un roi fantoche, Pacorus, un Aršakouni comme lui,. L'Empire des Parthes, vaincu et partiellement soumis par Trajan près de cinquante ans plus tôt (114-116), revient donc pour renouveler ses attaques sur les provinces romaines de l'est à partir des anciens territoires de l'Empire perse,.
Le gouverneur de Cappadoce, Marcus Sedatius Severianus, convaincu qu'il peut vaincre les Parthes facilement, mène une de ses légions en Arménie, mais, à Elegeia, il est vaincu et préfère se suicider, tandis que sa légion est démantelée.
En outre, de nouvelles menaces se profilent le long des frontières septentrionales de la Bretagne et du limes germano-rhétique, là où les Chattes du Taunus ont pénétré dans les champs Décumates. Il semble que ni Marc Aurèle ni Lucius ne soient préparés à affronter de tels problèmes car, comme le rappelle le biographe de l’Histoire Auguste, ils n'ont pu acquérir d'expérience militaire suffisante, ayant passé toute leur éducation en Italie et non dans une province, contrairement à leurs prédécesseurs, tels que Trajan ou Hadrien. Gaius Aufidius Victorinus, gendre de Fronton, est nommé gouverneur de la Germanie supérieure en 161 pour juguler l'invasion des Chattes tandis que Sextus Calpurnius Agricola, un autre proche de Fronton, est nommé en Bretagne pour contenir les troubles occasionnés par les Bretons.

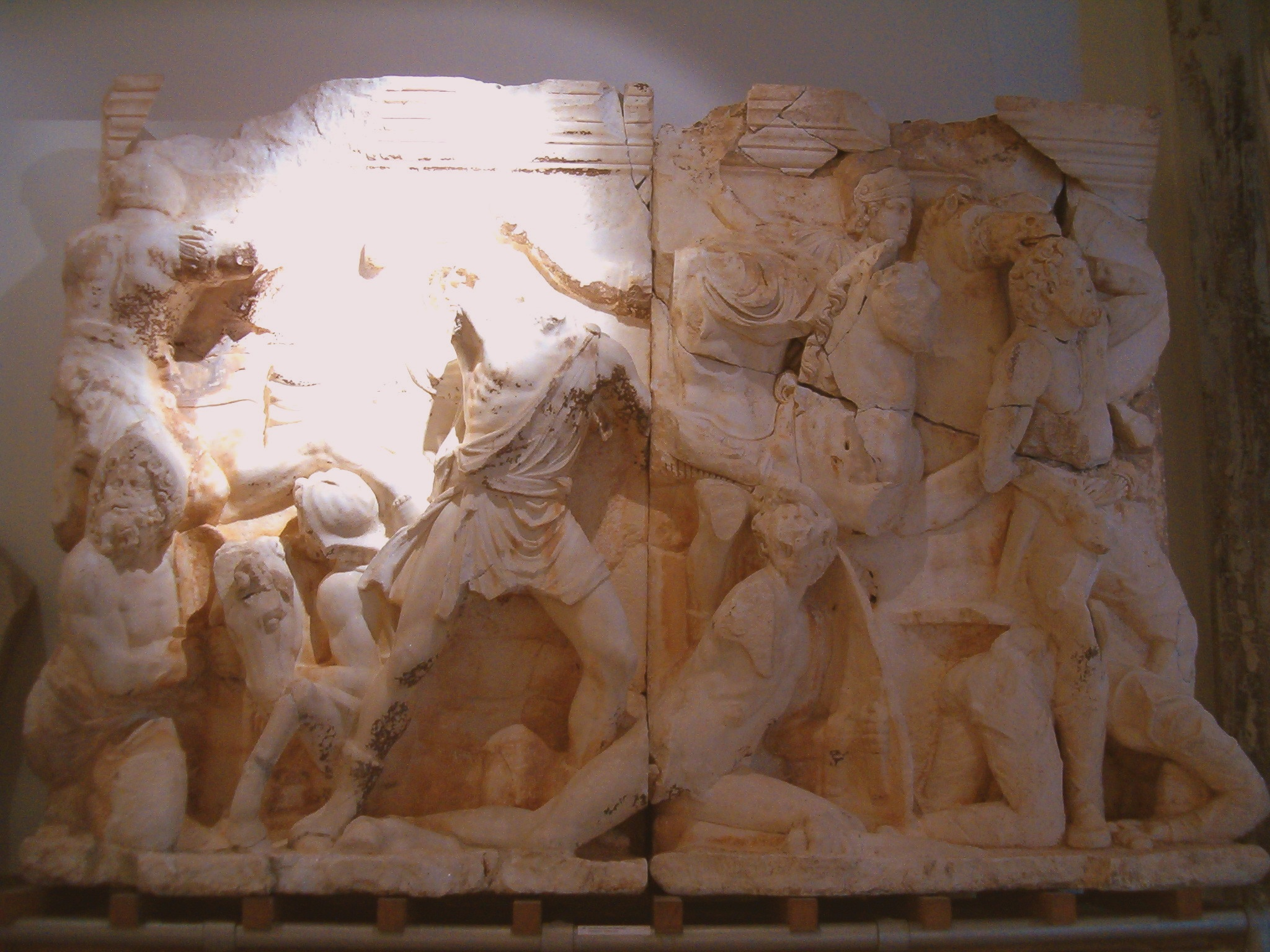
Scène de guerre entre Romains et Parthes, sur le Monument aux Parthes à Éphèse, célébrant les victoires de Lucius Aurelius Verus et Marc Aurèle contre Vologèse IV.

Peu après, les Romains apprennent que l'armée du gouverneur de la province de Syrie a également été vaincue par les Parthes et qu'elle bat en retraite de façon désordonnée. Il faut donc intervenir très rapidement, notamment dans le choix des officiers à envoyer sur ce secteur, considéré stratégiquement important pour l'Empire. Marc Aurèle met son frère Lucius à la tête de l'expédition (expeditio parthica) car, comme le suggère Dion Cassius, il est « robuste, plus jeune que Marc Aurèle et mieux adapté à l'activité militaire ». Le biographe de Lucius de l’Histoire Auguste suggère que Marc Aurèle veut pousser Lucius à abandonner la vie dissolue qu'il mène et à accepter son devoir. En tout cas, le Sénat donne son accord et, à l'été 162, Lucius part, laissant Marc Aurèle à Rome, car la ville demande la présence d'un empereur ; il faut cependant placer à côté de Lucius un état-major militaire adéquat (comitatus), large et expérimenté, et comprenant également l'un des deux préfets du prétoire : l'élu est Titus Furius Victorinus.
Des renforts de nombreuses provinces impériales sont envoyés à la frontière parthienne. Entre-temps, Marc Aurèle se retire pendant quatre jours à Alsium, une ville balnéaire sur la côte d'Étrurie, mais de nombreux soucis l'empêchent de se détendre. Il écrit à son ami Fronton, en évitant volontairement de décrire en détail ce qu'il fait à Alsium car il sait qu'il lui ferait des reproches. Fronton répond avec ironie et l'encourage à se reposer, à l'instar de ses prédécesseurs : Antonin pratiquait plusieurs loisirs, tels que le gymnase, la pêche et le théâtre, tandis que Marc Aurèle passe la plupart de ses nuits — blanches — à résoudre des affaires judiciaires. D'après leur correspondance, Marc Aurèle n'a pas pu mettre en pratique les conseils de Fronton : « j'ai des devoirs qui m'attendent et qui peuvent difficilement être délégués et reportés ». Il conclut en s'informant de la santé de son ami et en lui disant « au revoir mon excellent professeur, homme de bon cœur ».
Fronton répond quelque temps plus tard, en envoyant à son ami une sélection de lectures et, pour compenser son malaise face à la guerre contre les Parthes, une longue lettre réfléchie, pleine de références historiques, intitulée dans les éditions modernes des œuvres de Fronton, De bello Parthico (Sur la guerre des Parthes). Fronton écrit que, même si dans le passé Rome a subi de lourdes défaites, à la fin les Romains ont toujours prévalu sur leurs ennemis : « Toujours et partout Mars a transformé nos difficultés en succès et nos terreurs en triomphes, ».

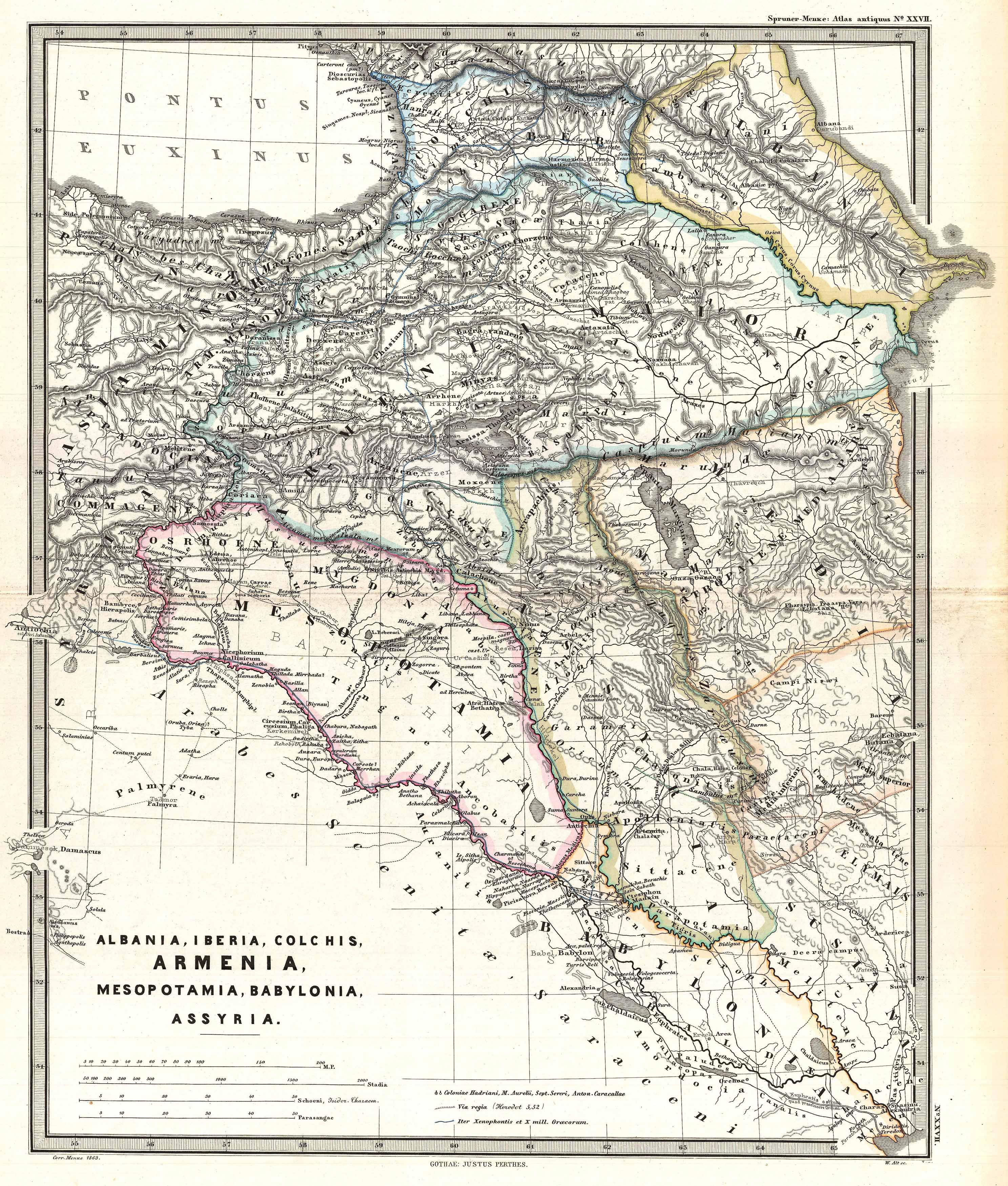
Carte du Caucase et de la Mésopotamie à l'Antiquité, principaux lieux des campagnes militaires orientales de Lucius Aurelius Verus.

Entre-temps, Lucius, qui a quitté l'Italie et est arrivé en Syrie après un long voyage, fait d'Antioche son « quartier général », passant les hivers à Laodicée et les étés à Daphné.
Pendant la guerre, à l'automne/hiver 163 ou 164, Lucius se rend à Éphèse pour épouser Lucilla, selon le vœu de Marc Aurèle, et ce malgré les rumeurs sur ses maîtresses, notamment sur une certaine Panthea, une femme d'origine modeste. Lucilla a environ quinze ans et est accompagnée de sa mère Faustine la Jeune, ainsi que de l'oncle de Lucius, Marcus Vettulenus Civica Barbarus, nommé pour l'occasion comes. Marc Aurèle, qui aurait aimé accompagner sa fille à Izmir, n'a finalement pas dépassé Brindisi. De retour à Rome, celui-ci envoie des instructions précises aux gouverneurs provinciaux pour qu'ils ne préparent aucune réception officielle. Lucilla reçoit néanmoins le titre d’Augusta et donne naissance à une fille peu après, à Antioche.
La capitale arménienne, Artachat, est prise par les Romains en 163 et à la fin de cette même année, Lucius prend le titre d’Armeniacus, bien qu'il n'ait jamais participé directement aux opérations militaires. Marc Aurèle refuse d'abord ce titre mais est convaincu l'année suivante par Lucius de l'accepter. Cependant, suivant Fronton, lorsque Lucius est acclamé imperator, Marc Aurèle accepte directement sa deuxième salutatio imperatoria. Plus tard, à la mort de Lucius, Marc Aurèle abandonne tous ses titres gagnés pendant la guerre parthique.
En 164, les armées romaines s'installent définitivement en Arménie et l'ancien consul originaire d'Emesa, Sohaemus, est couronné roi d'Arménie, avec le consentement de Marc Aurèle. En 165, les armées romaines entrent victorieusement en Mésopotamie, où elles rétablissent sur le trône d'Osrhoène le roi vassal Mannus. Avidius Cassius atteint les deux métropoles jumelles de la Mésopotamie : Séleucie, sur la rive droite du Tigre, et Ctésiphon sur la gauche. Les deux villes sont occupées et incendiées. Cassius, malgré le manque de ravitaillement et des premiers symptômes de la peste antonine contractée à Séleucie, parvient à ramener son armée victorieuse sans complication. Lucius est ainsi acclamé Parthicus Maximus, tandis que, avec Marc Aurèle, il est de nouveau salué comme empereur, obtenant sa deuxième acclamation impériale. En 166, Avidus Cassius envahit de nouveau le pays des Mèdes, au-delà du Tigre, permettant à Lucius de se parer du titre de Medicus, tandis que Marc Aurèle obtient sa IVe salutation impériale et le titre de Parthicus Maximus.
Les Parthes se retirent sur leurs territoires, à l'est de la Mésopotamie. Marc Aurèle sait alors qu'il doit attribuer le plus grand mérite de la victoire finale à son frère Lucius. Parmi les commandants romains se distingue Avidius Cassius, Légat de légion de la legio III Gallica, une des légions syriennes.
À son retour de la campagne, Lucius est récompensé par un triomphe, le 12 octobre 166. Le défilé est inhabituel car il comprend les deux empereurs — qui acceptent le titre de « père de la patrie » — leurs fils et leurs filles non mariées, comme une grande fête de famille. À cette occasion, Marc Aurèle élève ses deux fils, Commode cinq ans et Marcus Annius Verus trois ans, au rang de César (le frère jumeau de Commode, Fulvus Antoninus, est mort l'année précédente).

##### Commerce avec l'Est
Pendant la guerre romano-parthique, Marc Aurèle favorise peut-être l'ouverture de nouvelles routes commerciales avec l'Extrême-Orient. Les annales de la Chine impériale mentionnent en effet une ambassade envoyée à l'empereur chinois de la dynastie Han en 166, dans laquelle les Chinois appelent l'empereur romain par le nom de Ngan-touen ou An-dun (« 安 敦 »). Cela semble confirmer que cette ambassade, peut-être composée uniquement de marchands, est arrivée en Extrême-Orient sous le règne de Marc Aurèle ou de son prédécesseur, Antonin le Pieux, An-dun étant l'équivalent en langues chinoises du nom latin de la famille impériale des « Antoninus »,,.
En plus des verreries romaines de l'époque républicaine trouvées à Guangzhou le long de la mer de Chine méridionale, des médaillons d'or romains fabriqués sous le règne d'Antonin et peut-être même de Marc Aurèle ont été trouvés à Óc Eo, au Viêt Nam, qui faisait alors partie du royaume de Fou-nan près de la province chinoise de Jiaozhi (dans le nord du Viêt Nam). Il s'agit peut-être de la ville portuaire de Kattigara, décrite par Claude Ptolémée (vers 150) comme étant visitée par un marin grec nommé Alexandre et située au-delà de la Chersonèse d'or (c'est-à-dire la péninsule Malaise). Des pièces romaines datant des règnes de Tibère et d'Aurélien ont été trouvées à Xi'an, en Chine (site de Chang'an, la capitale des Han), bien que la quantité de pièces romaines en Inde soit beaucoup plus importante, ce qui suggère que le commerce maritime romain pour l'achat de la soie chinoise était centré dans cette ville, et non en Chine ou même sur la route de la soie qui traverse la Perse.

##### Guerres marcomanes

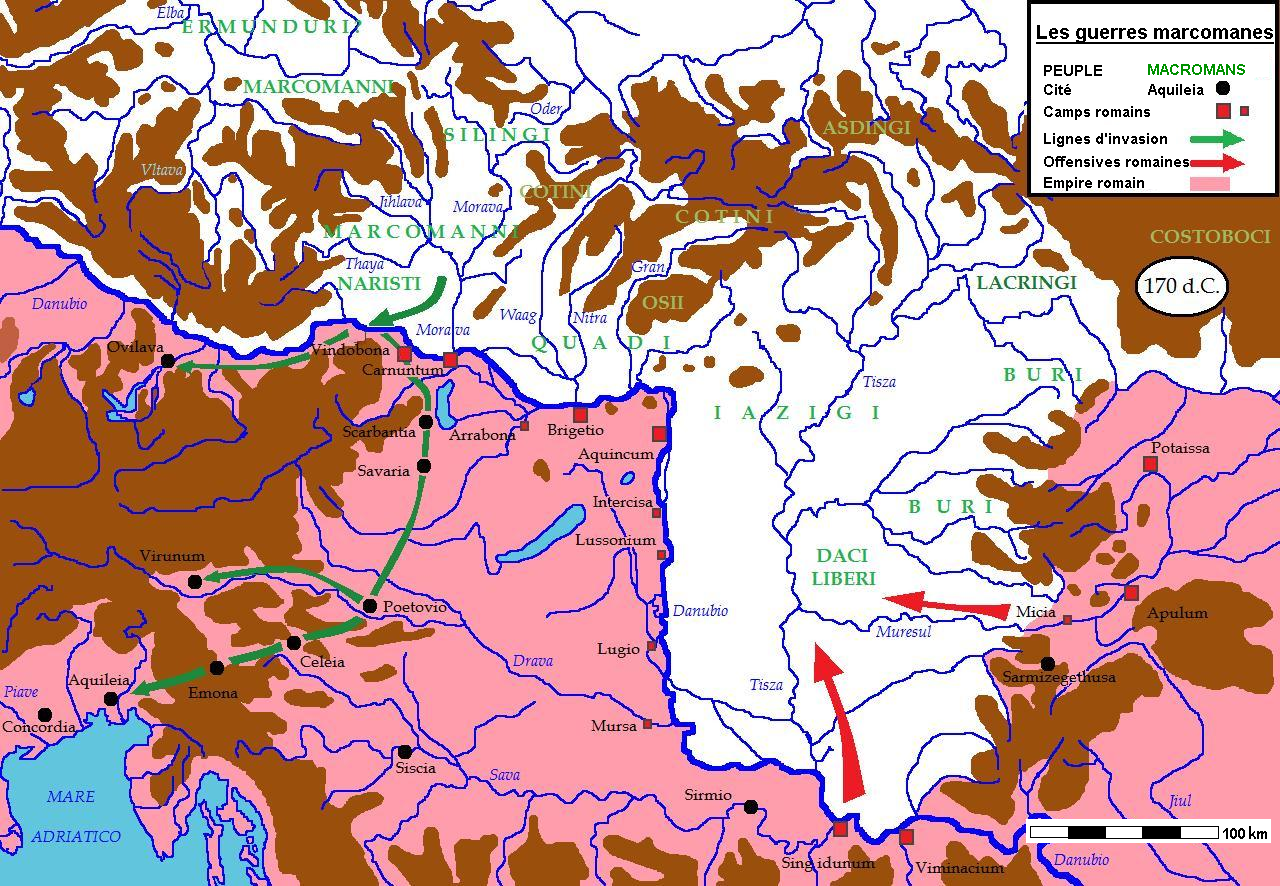
Limes entre l'Empire romain et les peuples germaniques en 170.

Selon l’Histoire Auguste, c'est à la fin de la guerre des Parthes que celle contre les Marcomans éclate. Ces derniers sont une coalition militaire composée d'une dizaine de populations germaniques et sarmates ; des Marcomans de Moravie, aux Quades de Slovaquie, des populations Vandales de la région des Carpates, aux Iazyges de la plaine de la Tisza, jusqu'aux Bures de la lignée des Suèves du Banat. C'est la conséquence d'une série de troubles internes importants et de flux migratoires continus qui ont alors modifié l'équilibre avec l'Empire romain voisin. Ces peuples cherchent de nouveaux territoires où s'installer, à la fois en raison de la forte poussée qu'ils subissent de la part d'autres populations, et de la croissance démographique continue de la Germanie ; ils sont également attirés par les richesses du monde romain.
La situation le long de la frontière nord est extrêmement compliquée. Un poste le long des champs Décumates est détruit et il semble que de nombreux habitants d'Europe centrale et du Nord soient dans la tourmente. De plus, la corruption règne parmi les officiers romains : Victorinus est contraint de demander la démission d'un légat de légion qui a accepté des pots-de-vin, et de nombreux gouverneurs expérimentés sont remplacés par des amis et des parents de la famille impériale,.
À partir de 160, les tribus germaniques et autres peuples nomades commencent leurs premières incursions le long des frontières romaines du nord, notamment en Gaule et sur le Danube. Ce nouvel élan vers l'ouest est dû à la pression qu'exercent sur eux les tribus germaniques de l'est et du nord, escomptant peut-être une baisse de vigilance occasionné par le changement d'empereur ; l'invasion de Chattes en Germanie supérieure et en Rhétie est repoussée en 162 par Gaius Aufidius Victorinus, envoyé pour juguler l'invasion et nommé gouverneur la province de la Germanie supérieure, où il s'installe avec toute sa famille. L'invasion de 166 est beaucoup plus périlleuse, lorsque les Marcomans de Bohême, clients de l'Empire romain depuis 19 — mais rebelles sous Domitien et Nerva — traversent le Danube à la tête d'une ligue de tribus germaniques.
À cette époque, la frontière du Danube ne peut pas compter sur une grande partie de son personnel, à la fois parce que de nombreuses légions doivent affecter des détachements importants à la guerre des Parthes et parce que l'apparition de la grave épidémie de peste antonine a touché de nombreuses circonscriptions. Deux nouvelles légions italiennes sont néanmoins levées pour renforcer le secteur du Haut-Danube, la Panonnie inférieure est élevée au rang de province consulaire et confiée à un proche de l'empereur, Claudius Pompeianus, tandis que les différentes entités de la Dacie sont rassemblées sous l'autorité unique de Sextus Calpurnius Agricola et dotées d'une légion supplémentaire.
En 166/167 se produit le premier affrontement le long du limes pannonicus contre quelques bandes de maraudeurs lombards et obii, qui, grâce à l'intervention rapide des troupes frontalières dirigées par Macrinius Avitus, sont rapidement repoussées. Après différentes opérations militaires et diplomatiques, la paix est signée avec une délégation de onze peuples germaniques voisins du nord du Danube, conduite par le roi des Marcomans, Ballomar ; mais la situation demeure précaire, au point que les deux empereurs prennent eux-mêmes la tête d'une expédition et se rendent jusqu'à la lointaine forteresse légionnaire de Carnuntum en 168.

##### «Peste antonine»
À partir de 165 et jusqu'à environ 190, la population de l'Empire romain est atteinte par une pandémie connue dans l'historiographie sous la dénomination de « peste antonine », impropre dans la mesure où il s'agit, en l'état du consensus savant, plus vraisemblablement de variole, une maladie infectieuse extrêmement contagieuse d'origine virale. Si le développement de la maladie a probablement été favorisé par les nombreux déplacements des légions romaines, le scénario longtemps retenu d'une infection en 166 par l'armée de Lucius Verus de retour de Séleucie du Tigre semble désormais trop simpliste.
Il est indubitable que, conjugués aux conséquences des guerres marcomanniques, les effets de la « peste » antonine ont constitué une épreuve pour le règne de Marc Aurèle, un évènement marquant, d'une ampleur inouïe. Néanmoins, la question est ouverte de savoir si elle n'est pas plutôt un symptôme que l'origine dans la crise qui traverse le milieu du principat de ce dernier, s'additionnant à des causes multifactorielles entre les disettes récurrentes, les invasions et autres révoltes. Sa diffusion affecte néanmoins l'économie en perturbant l'exploitation des domaines impériaux, occasionnant une baisse substantielle des rentes et rentrées fiscales ainsi qu'elle affaiblit, du moins temporairement, l'armée qui ne parvient à contenir les incursions barbares qu'au prix de recrutements extraordinaires.
Les conséquences précises de l'épidémie sur les plans démographique et historique sont cependant objets de débats et requestionnées depuis la fin du XXe siècle tant par un travail sur les sources que sur un ensemble de disciplines comme l'histoire comparative, la paléopathologie, l'épidémiologie ou encore la biologie moléculaire. Les hypothèses sur les impacts globaux de la pandémie opposent des approches « minimalistes » — qui concluent à des effets limités et passagers ainsi qu'à une bonne résilience — à des conclusions « maximalistes » — qui envisagent une mortalité de 20 à 25 % de la population de l'Empire à la fin du IIe siècle, engageant une phase de déclin.
Lors de l'une des multiples résurgences de la maladie sous le règne de Commode, en 189, Dion Cassius évoque jusqu'à 2 000 décès par jour à Rome et une infection atteignant jusqu'à un quart de la population totale.

#### Unique empereur (169-176)

##### Multiples fronts militaires

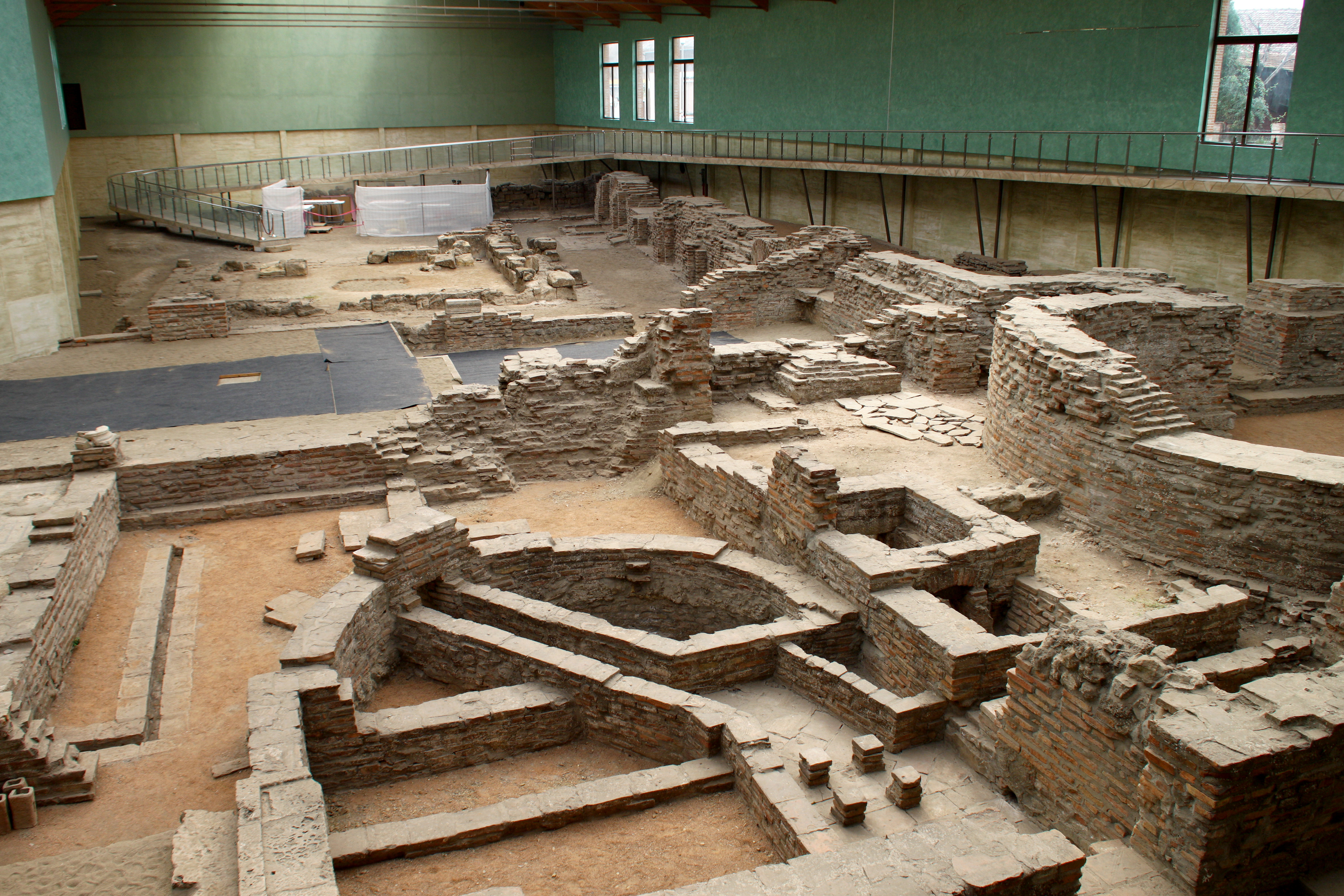
À l'occasion des guerres marcomanes, en 169, Marc Aurèle installe probablement son quartier général à Sirmium.

Fin 168, avant de repartir en campagne pour consolider la frontière danubienne, les co-empereurs prennent leurs quartiers d'hiver à Aquilée mais la ville est gagnée par l'épidémie, précipitant le départ de ceux-ci vers Rome, à la demande insistante de Lucius. C'est sur le chemin, en janvier 169 que ce dernier meurt des suites d'une apoplexie près d'Altinum. Marc Aurèle accompagne la dépouille de Lucius à Rome où il conduit les cérémonies funéraires et fait diviniser son collègue en Divus Verus,. Marc Aurèle se retrouve dès lors seul empereur et décide d'affronter les rebelles. Plutôt que d'imposer de nouvelles taxes aux provinciaux, il organise au forum de Trajan une vente aux enchères d'objets précieux appartenant au patrimoine impérial, dont des coupes en or et en cristal, des vases royaux, des robes en soie, des courtepointes en or ayant également appartenu à son auguste épouse, ainsi qu'une collection de pierres précieuses trouvées dans le coffre d'Hadrien.
Cette année-là, Marc Aurèle remarie sa fille Lucilla, veuve de Lucius, au fidèle Claudius Pompeianus mais le mariage déplaît tant à Lucilla qu'à Faustine, qui n'aiment pas l'homme. Il est possible que Marc Aurèle ait cherché à remarier sa fille au plus vite pour mettre un terme à la convoitise envers Lucilla et empêcher la naissance d'enfants capables de concurrencer ses propres héritiers. Marc Aurèle ne cherche pas de remplaçant à Lucius car, après huit années de règne, il se sent probablement capable de régner seul et sa succession, malgré la disparition la même année de son plus jeune fils, le césar Annius Verus à l'âge de sept ans, demeure assurée.
Pendant ce temps, le long du front septentrional, les Romains subissent deux lourdes défaites contre les populations Quades et Marcomans qui pénètrent par la route de l'ambre, traversent les Alpes et dévastent Opitergium (Oderzo), puis assiègent Aquilée, principale ville romaine du nord-est de l'Italie, en Vénétie. Bien que le siège soit infructueux, ces événements frappant le cœur de la romanité créent un véritable traumatisme, aucune force étrangère n'ayant assiégé de centre urbain de l'Italie depuis la guerre des Cimbres et des Teutons, plus de deux-cent cinquante ans auparavant. La légitimité politique de Marc Aurèle s'en trouve ébranlée, et l'empereur se doit de réagir énergiquement.
À la même époque, une série d'offensives de différents peuples ou coalitions prennent place aux frontières septentrionales et orientales de l'empire, dont la chronologie est mal établie. Marc Aurèle est ainsi contraint à mener une longue et épuisante guerre contre les populations du Nord, d'abord en les rejetant et en « nettoyant » les territoires de Gaule cisalpine, de Norique et de Rhétie (170-171), puis en contre-attaquant par une offensive massive en territoire germanique (172-173) et sarmate (174-175), dans des affrontements qui durent plusieurs années. Dans les années 170, plusieurs peuples traversent le Danube et envahissent la Mésie inférieure. Les Costoboces, venus de la région des Carpates orientales, envahissent la Mésie et la Macédoine, allant jusqu'en Achaïe, où ils incendient le sanctuaire d'Éleusis, échouant toutefois à s'emparer d'Athènes. Concomitamment, une coalition menée par les Bastarnes opère des incursions en Thrace puis en Asie Mineure.
Après une longue lutte menée énergiquement par des généraux chevronnés comme Lucius Iulius Vehilius Iulianus, Claudius Pompeianus, Publius Helvius Pertinax et Marcus Valerius Maximianus, Rome réussit à desserrer l'étreinte et repousser les envahisseurs. De nombreuses populations germaniques s'installent alors dans les régions frontalières telles que la Dacie, les deux Pannonies, les deux Germanies et l'Italie elle-même. Marc Aurèle travaille à la création de deux nouvelles provinces frontalières appelées Sarmatia et Marcomannia sur la rive gauche du Danube, entre l'actuelle République tchèque et la Hongrie. Des Germains qui s'étaient installés à Ravenne se rebellent, et réussissent à prendre la ville, à la suite de quoi Marc Aurèle interdit l'installation des Germains en Italie et bannit ceux qui y sont présents.
À la suite de ces conflits, l'empereur prend les titres Germanicus (172) et Sarmaticus (175), mais, en même temps, il abandonne officiellement les titres Armeniacus, Medicus et Particus, qu'il ne souhaite plus conserver après la mort de Lucius Verus, puisque c'est à ce dernier qu'il faut attribuer leur création.

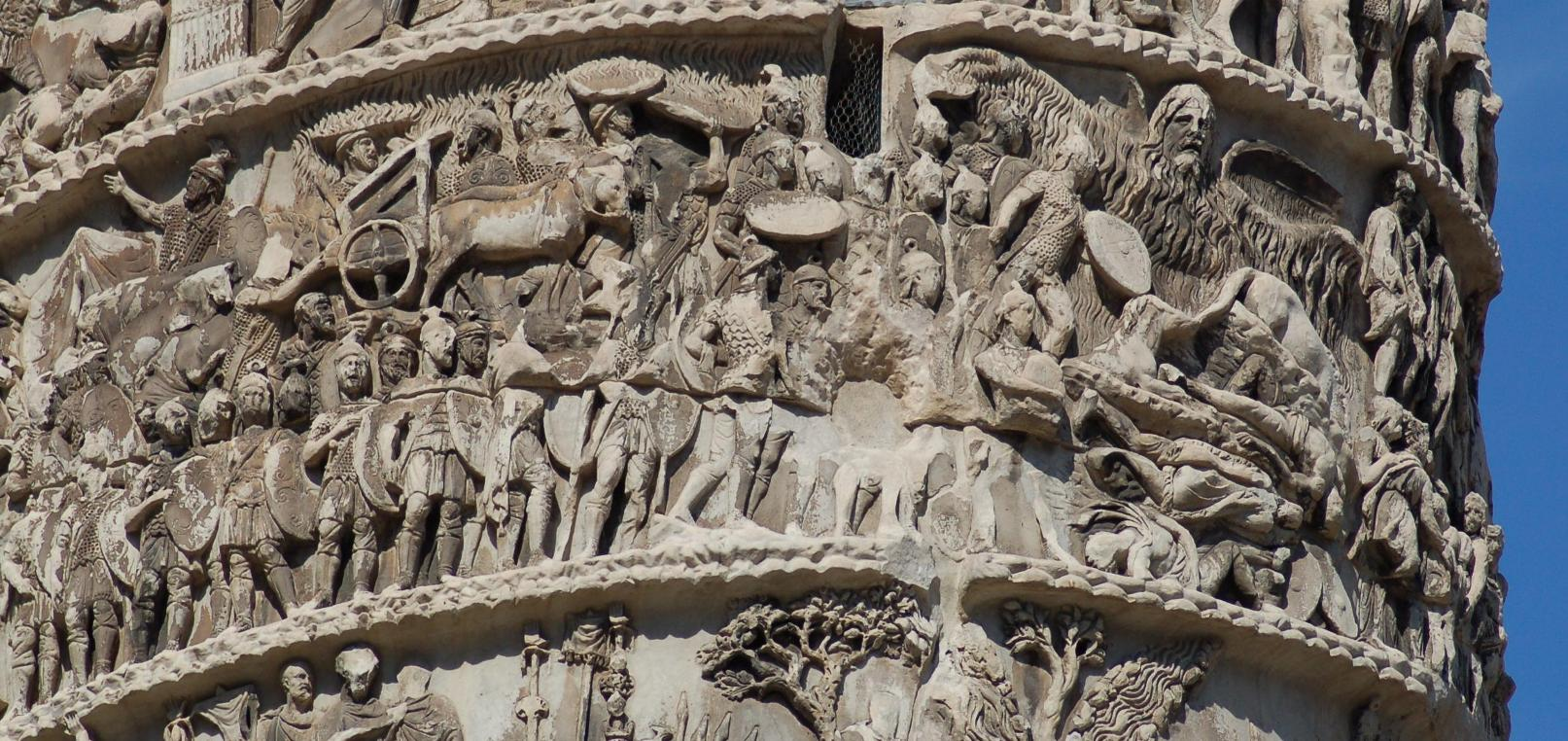
Le miracle de la pluie représenté sur la colonne de Marc-Aurèle.

Dion Cassius et les autres biographes racontent également certains épisodes particuliers de la guerre, comme le prétendu « miracle de la pluie », également représenté dans la scène XVI sur la colonne de Marc-Aurèle. Les Romains, entourés par les Quades en territoire ennemi et pendant une période de grande chaleur, sont sauvés par la pluie puis par la foudre, qui fait fuir les ennemis. L'événement est romancé à plusieurs occasions. Une lettre de Marc Aurèle au Sénat officialise tout d'abord que l'arrivée de la pluie est considérée comme une intervention divine, mais Marc Aurèle n'y mentionne pas de dieu précis. La version de Dion Cassius fait état de la présence d'un prêtre égyptien nommé Arnouphis dans le camp romain, priant pour l'intervention de Thot. Il est également possible qu'Arnouphis ait fait appel au dieu grec Hermès, le dieu de l'air. L’événement est repris plus tard par des apologistes chrétiens, tels que Claude Apollinaire, qui parlent alors de prières de Marc Aurèle et de ses soldats au Dieu chrétien.
Toujours en 172-173, une violente révolte éclate en Égypte. Elle est menée par le prêtre Isidore, qui vient menacer la ville d'Alexandrie. L'intervention d'Avidius Cassius et les discordes internes des rebelles conduisent cependant à la fin du conflit en peu de temps. Enfin vers la même époque, la péninsule ibérique est le théâtre d'une incursion de maures qui nécessite la réunion des provinces de Bétique et d'Hispanie citérieure sous une même autorité ainsi que l’intervention de Iulianus, déjà vainqueur des Costoboces.

##### Révolte de Cassius
En 175, alors qu'il prépare une nouvelle campagne contre les habitants de la plaine de la Tisza, Marc Aurèle apprend que le gouverneur de Syrie, Avidius Cassius, l'un des meilleurs commandants militaires romains, tente d'usurper le titre d'empereur. D'après Dion Cassius, Avidius Cassius croit que Marc Aurèle est mort. Une explication très probablement inventée par Dion Cassius veut qu'Avidius Cassius aurait accepté la pourpre impériale sur ordre de Faustine, car elle croit que Marc Aurèle va mourir et craint que l'empire ne tombe entre les mains d'un autre, puisque Commode est encore trop jeune,,. Selon Benoît Rossignol, Avidius Cassius peut tenter un soulèvement principalement car il est à la tête d'une des provinces romaines les plus puissantes depuis plusieurs années et il se sent en position de force, une grande partie du blé de l'Empire romain arrivant depuis l'Égypte, province dans laquelle il était intervenu.
Avidius Cassius annonce la mort de Marc Aurèle dans sa province, le fait déifier et se présente à son armée en habits d'empereur. Des lettres sont envoyées à toutes les autres provinces romaines pour annoncer l’avènement d'un nouvel empereur. Publius Martius Verus, gouverneur de Cappadoce, une puissante province romaine voisine de la Syrie, refuse de rejoindre Avidius Cassius et informe Marc Aurèle de l'usurpation en cours.
Au début, Marc Aurèle essaye de garder secrète la nouvelle de l'usurpation, mais, quand il est obligé de la rendre publique devant l'agitation des soldats, il s'adresse à eux avec un discours (adlocutio) révélant qu'il veut éviter un bain de sang inutile entre les Romains. Mais après seulement trois mois, lorsque la nouvelle de la mort de Marc Aurèle s'est officiellement révélée fausse, le Sénat romain proclame Cassius hostis publicus, ennemi de l'État et du peuple romains. Marc Aurèle prépare alors une expédition pour contrer la rébellion et, afin d'affirmer le statut d'héritier de Commode, le fait venir de Rome pour le présenter aux légions Danubiennes, lui confère la toge virile et le fait nommer prince de la jeunesse. Cependant, Cassius est tué par deux de ses propres soldats : la tête de l'usurpateur est apportée à Marc Aurèle, comme preuve de l'exécution, mais l'empereur refuse de la voir. Un des fils d'Avidius Cassius est tué peu après son père, et l'autre est envoyé en exil par Marc Aurèle. Ce dernier refuse cependant de condamner à mort les sénateurs ayant participé à l'usurpation, principalement de peur de voir son règne terni par des actes peut-être jugés tyranniques.

##### Voyage en Orient

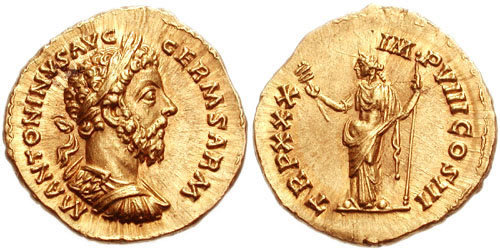
Aureus représentant Marc Aurèle (à gauche) et felicitas, daté de 176.

Dans la dernière décennie de son règne, alors qu'il se trouve aux frontières septentrionales de l'empire, Marc Aurèle écrit Pensées pour moi-même et retourne rarement à Rome. Malgré la mort de Cassius et afin de réaffirmer son autorité ainsi que d'asseoir la légitimité de son fils, Marc Aurèle entreprend avec celui-ci l'expédition prévue dans les provinces orientales à la tête d'une importante armée, en compagnie de l’Augusta Faustine et de Lucilla mais aussi des comites du Consilium principis qui se sont illustrés lors des guerres marcomaniques. Il quitte Sirmium en juillet 175 et passe par Byzance, Nicomédie, Prusias ad Hypium et Ancyre avant d'arriver à Tarse en Cilicie province où, selon Dion Cassius, le peuple s'était rangé du côté d'Avidius Cassius. La clémence dont l'empereur fait montre n'empêche pas que la reprise en main soit efficace.
Au printemps 176, sur le chemin de retour vers l'Asie, Faustine, partie en avance, meurt dans un village appelé Halala, situé un peu au-delà de Tyane en Cappadoce, au pied des monts Taurus, dans des circonstances peu claires dont Dion Cassius rapporte plusieurs versions : une première émet l'hypothèse d'un suicide, motivé par le fait d'avoir passé des accords de succession avec Avidus Cassius ; une seconde met en cause la goutte ; une troisième dit que Faustine est morte en couches après une nouvelle grossesse à l'âge de quarante-cinq ans.

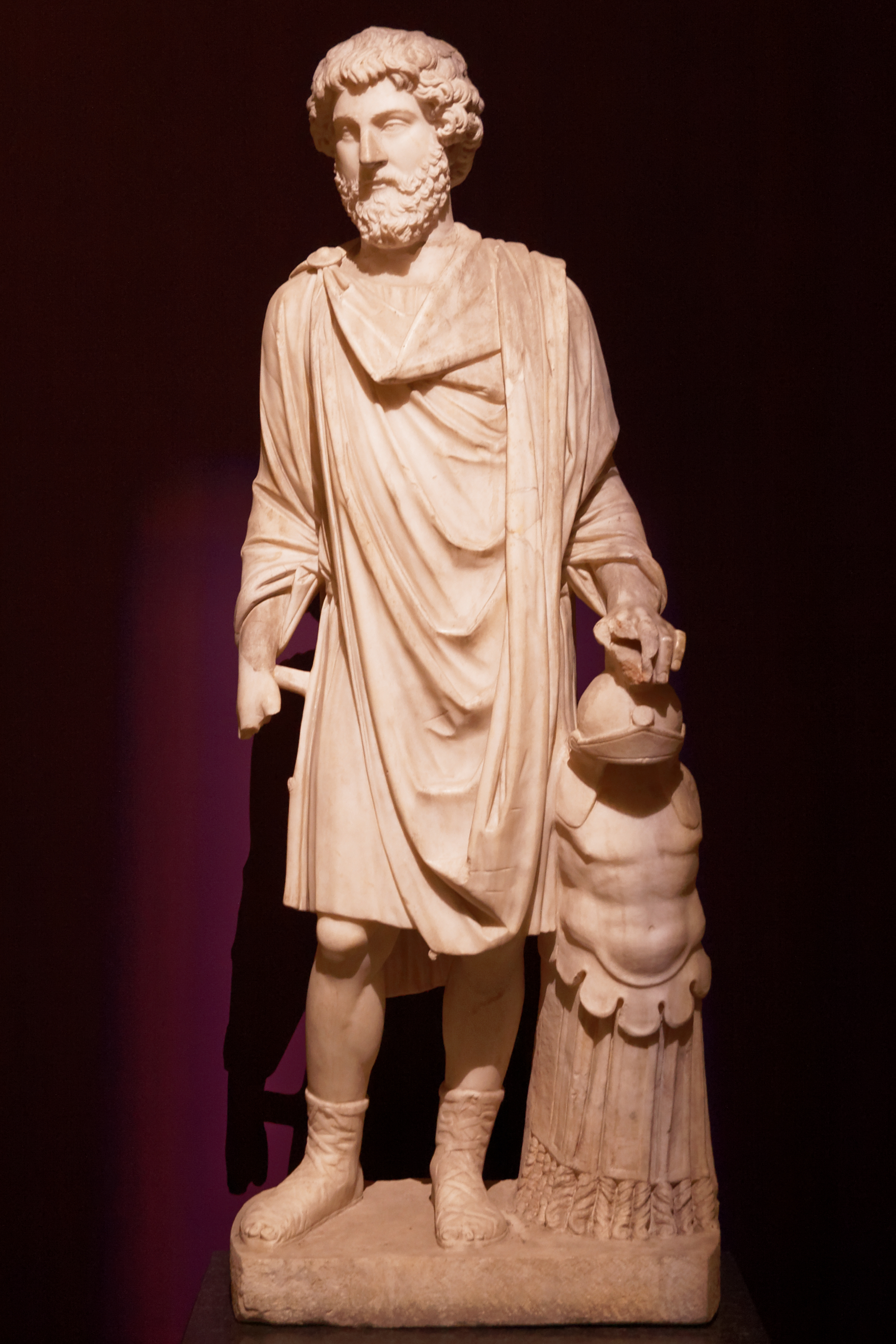
Statue en marbre de Marc Aurèle conservée au musée archéologique d'Istanbul (Turquie).

Après sa mort, elle est officiellement divinisée lors de cérémonies à Rome, sur ordre du Sénat. L’Augusta, qui avait souvent accompagné son mari à la guerre, est la première des impératrices romaines à recevoir le titre de mater castrorum et Halala, son lieu de décès, est rebaptisé « Faustinopolis ». En son honneur, des collèges de prêtresses sont établis et les puellae Faustinianae, une institution caritative qui s'occupe des orphelines de la péninsule italienne, sont créées. Certaines sources anciennes, contrairement aux Pensées de Marc Aurèle, accusent souvent Faustine de débauche et d'avoir trompé son mari à plusieurs reprises, avec des marins et des gladiateurs, entretenant une « légende noire de Faustine » basée sur des accusations probablement malveillantes : l'épisode d'un rêve de Septime Sévère, rapporté par Dion Cassius, où Faustine prépare une chambre nuptiale pour le futur empereur et Julia Domna dans le temple de Vénus — qui accueille un autel en l'honneur de Marc Aurèle et Faustine devant lequel sacrifient les jeunes gens avant de se marier — tend à montrer qu'à cette époque l'image de Faustine n'est pas encore entachée de rumeurs d'infidélité.
Après ce décès, le princeps part pour la Syrie, s'arrêtant peut-être pour visiter la ville d'Antioche (qui s'était rangée du côté de Cassius), pardonnant à ses habitants, et y passant l'hiver. Il reprend donc son voyage pour arriver en été 176 en Égypte, où il reçoit une délégation de l'Empire parthe,.
Au retour d'Orient, après s'être embarqué pour l'Asie Mineure, il passe par Éphèse, puis Smyrne (où il rencontre Aelius Aristide) et enfin Athènes, où le philosophe cynique Zénon de Kition a fondé en 301 av. J.-C. l'école stoïque, sous le célèbre portique. Il crée et finance des chaires permanentes pour chacune des grandes écoles philosophiques : platonicienne, aristotélicienne, épicurienne et stoïcienne,. En Grèce, il participe également aux rites des mystères d'Éleusis. Au cours du voyage en Asie mineure et de l'escale à Athènes, certains pères apologistes chrétiens se tournent également vers Marc Aurèle et Commode.

#### Co-empereur avec Commode (176-180)

##### Accession au pouvoir de Commode
Le 27 novembre 176, Marc Aurèle décide d'associer au trône impérial son fils Commode, le seul survivant parmi ses fils (après la mort du jeune Annius Verus et celle de quelques neveux), en le nommant Auguste et en lui accordant la puissance tribunicienne et l’imperium. Marc Aurèle célèbre ensuite le mariage de Commode avec Bruttia Crispina.
De retour à Rome, Marc Aurèle se consacre à l'administration de la justice, en essayant de réparer les torts et les abus du passé ; il ordonne cependant la célébration de jeux de cirque, en mettant une limite à ceux des gladiateurs. Le 23 décembre 176, Marc Aurèle, qui a battu les populations germaniques et sarmates au nord le long des limes du Danube, obtient par décret du Sénat romain le triomphe avec son fils Commode. En l'honneur de Marc Aurèle, une statue équestre est érigée.

##### Dernière offensive en Marcomanie et en Sarmatie

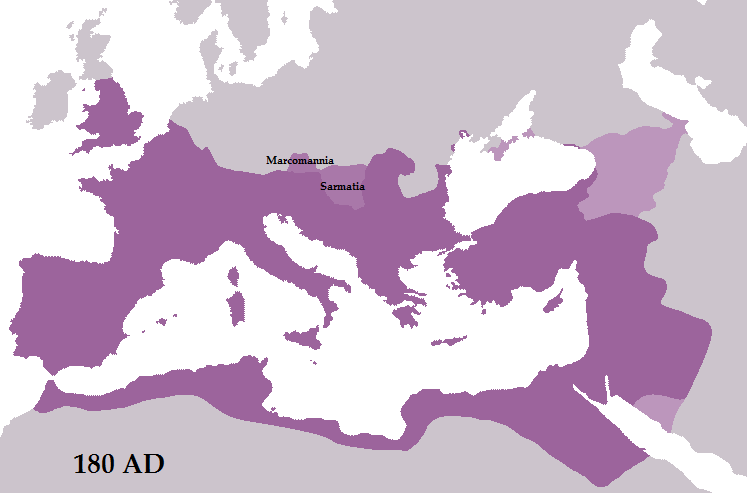
L'Empire romain en 180.

La trêve signée avec les peuples germaniques, en particulier les Marcomans, Quades et Iazigi, ne dure cependant que quelques années, jusqu'en 177. Le 3 août 178, Marc Aurèle est en effet contraint de marcher une nouvelle fois vers la frontière du Danube, à la suite d'un nouveau soulèvement des Marcomans. Il ne reviendra jamais à Rome. Il fait de la forteresse légionnaire de Brigetio son nouveau quartier général et c'est de là qu'il mène sa dernière campagne au printemps de 179, qui a pour but d'occuper définitivement une partie de la Germanie (Marcomanie) et de la Sarmatie.

« Les Quades, ne pouvant pas supporter la présence de forteresses romaines construites sur leur territoire […] ont tenté de migrer tous ensemble vers les terres des Semnons. Mais Marc Aurèle, qui avait cette information en avance de leur intention de partir pour d'autres territoires, décida de leur fermer toutes les voies d'évacuation, empêchant ainsi leur départ. »

— Dion Cassius (72, 20.2.)
Après une victoire décisive en 178, le plan d'annexion de la Moravie et de la Slovaquie occidentale (Marcomanie), visant à mettre fin une fois pour toutes aux incursions germaniques, semble en bonne voie de réalisation, mais il est abandonné après que Marc Aurèle tombe gravement malade en 180. Sa santé, toujours fragile et en déclin constant, semble l'avoir contraint à prendre de l'opium pour soulager les douleurs persistantes qui l'affligent depuis des années au niveau de l'estomac, un remède prescrit par Galien lui-même.

### Mort

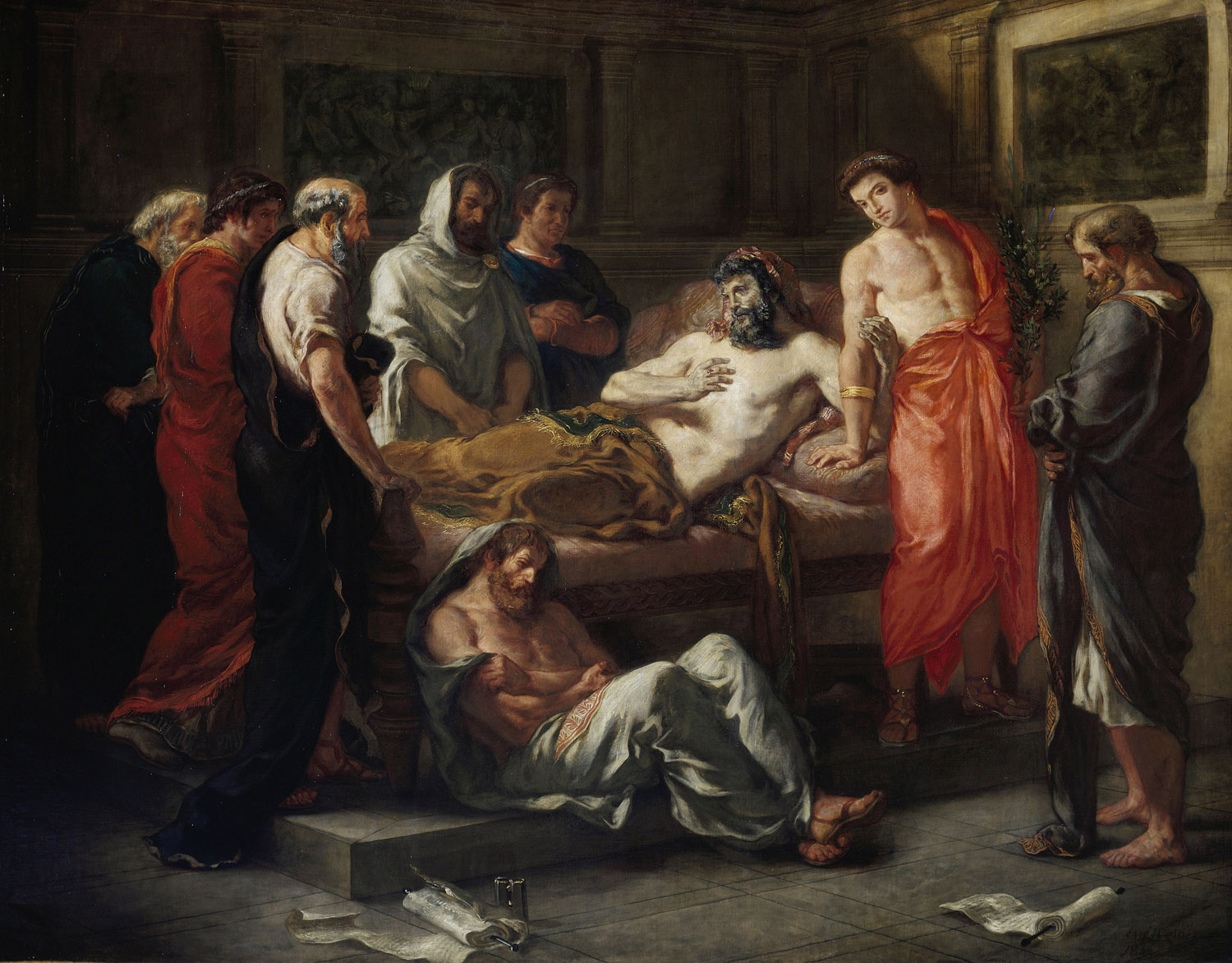
Dernières paroles de l'empereur Marc Aurèle, tableau d'Eugène Delacroix réalisé en 1844.

Marc Aurèle meurt le 17 mars 180, à l'âge de cinquante-huit ans environ. Si la date ne fait pas débat, il n'en va pas de même pour son lieu de décès, une question qui reste non tranchée entre différentes localités de Pannonie où l'empereur mène campagne contre les Sarmates : si plusieurs sources situent sans précision la mort de l'Auguste dans cette région, son contemporain, l'apologiste chrétien Tertullien, situe son décès plus précisément apud Sirmium, ce qui peut se traduire « à » ou « près de » Sirmium (Sremska Mitrovica, dans l'actuelle Serbie), une ville qui accueillait un palais impérial et qui servait de quartier général hivernal à ses troupes. Aurelius Victor cite lui le camp romain du nom de Vindobona ce qui correspond à l'actuelle Vienne, en Pannonie Supérieure ce dont semble également attester le Chronographe de 354 ; une assonance entre Vindobona et Bononia a amené l'historien Anthony Birley à proposer l'actuel village de Bátmonostor qui accueillait alors un fort situé à 32 km au nord de Sirmium, mais l'hypothèse n'est pas sans poser de problèmes.
On ignore les causes précises du mal qui emporte Marc Aurèle en à peine une semaine, et dont la rapidité marque ses contemporains : tant la maladie que l'empoisonnement ont été évoqués. Ainsi, bien que Dion Cassius affirme que la mort est survenue « non pas à cause de la maladie dont il souffrait encore, mais à cause des médecins qui, comme je l'ai clairement entendu, ont voulu favoriser l'ascension de Commode » ou que l'on évoque parfois la peste qui sévit dans l'empire depuis des années, les hypothèses sur sa mort demeurent des conjectures.
Ce que l'on sait de ses derniers jours est rapporté par l’Histoire Auguste : commençant à se sentir malade, il appelle Commode à son chevet et lui demande d'abord de mettre fin à la guerre honorablement, afin qu'il ne semble pas avoir « trahi » la Res publica. Son fils promet qu'il s'en chargera, mais il s'intéresse d'abord à la santé de son père. Il demande donc qu'il puisse attendre quelques jours avant de repartir. Marc Aurèle, sentant que ses jours sont finis et son devoir accompli, accepte comme stoïque une mort honorable, s'abstenant de manger et de boire, et aggravant ainsi la maladie pour lui permettre de mourir le plus rapidement possible. Le sixième jour, lorsqu'il appelle ses amis, il leur dit : « Pourquoi pleurez-vous à cause de moi au lieu de réfléchir à la peste et à notre destin commun de la mort (…) puisque vous me quittez déjà, je vous dis adieu et vous précède ». Lorsqu'on lui demande à qui il recommande son fils, il répond : « à vous, s’il en est digne, et aux dieux immortels ». Le septième jour, son état s'aggrave et il n'admet que brièvement son fils en sa présence, le renvoyant presque immédiatement afin de ne pas le contaminer. Après la sortie de Commode, il se couvre la tête comme pour dormir, comme son père Antonin le Pieux, et meurt cette nuit-là.

« Ô homme, tu as été le citoyen de cette grande cité ; que t’importe de l’avoir été cinq ans, ou seulement trois ? La règle qui est conforme aux lois est égale pour tous. Dès lors, quel mal y a-t-il à ce que tu sortes de la cité, d’où t’éloigne non point un tyran, non point un juge inique, mais la nature même, qui t’y avait introduit ? Ce n’est qu’un acteur quittant la scène, quand il reçoit congé du chef de la troupe qui le commandait. — « Mais, je n’ai pas joué mes cinq actes ! je n’en ai joué que trois. » — « Tu les as bien joués ; et dans la vie, parfois, la pièce est complète avec trois actes seulement ; car Celui-là marque le terme où tout est accompli, qui naguère avait décidé que des éléments seraient combinés, et qui décide aujourd’hui qu’ils seront dissous. Quant à toi, tu n’es pour rien, ni dans un cas, ni dans l’autre. Pars donc, le cœur serein ; car Celui qui te délivre est plein d’une bienveillante sérénité ». »

— Dernière pensée de Marc Aurèle dans Pensées pour moi-même.

### Succession

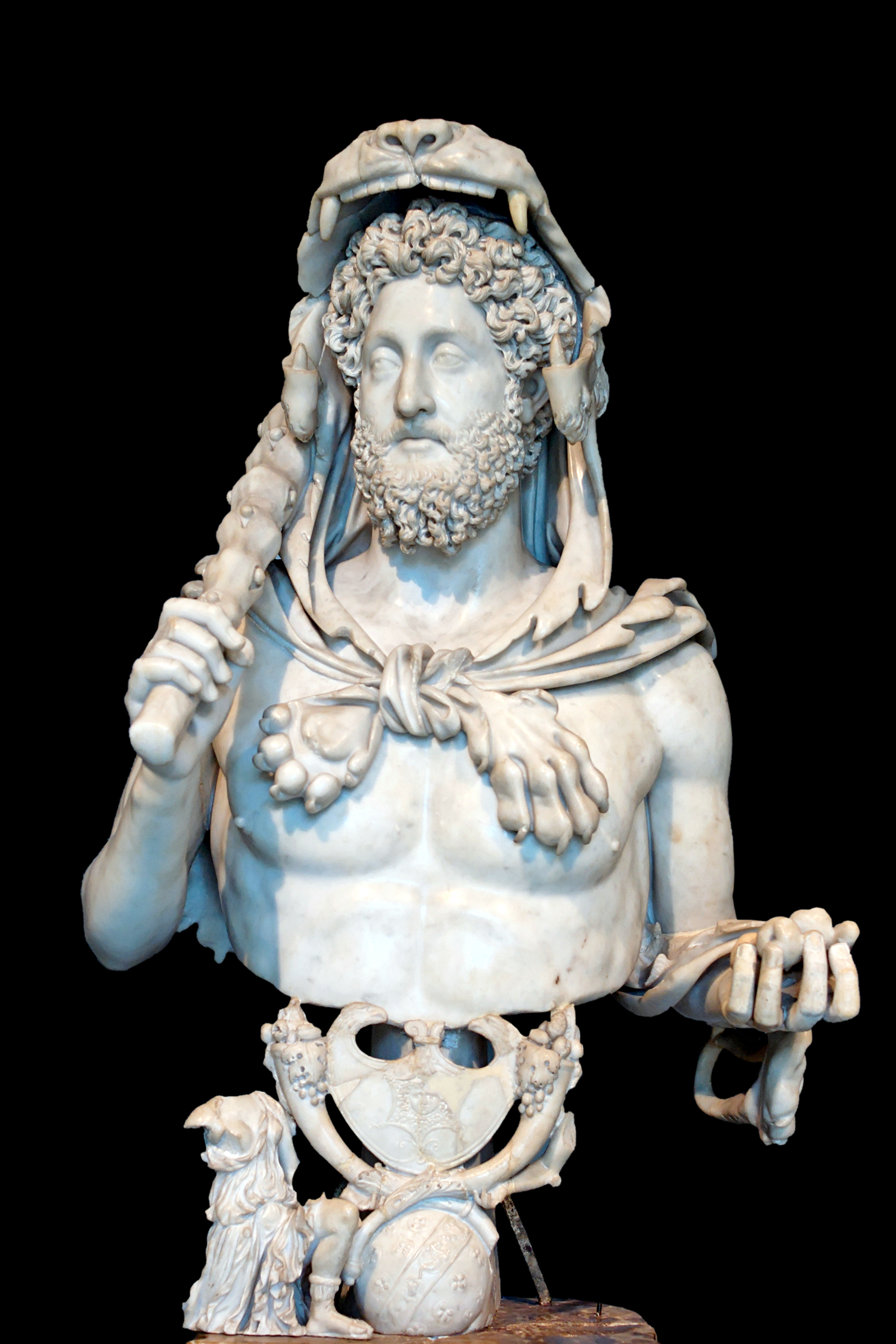
Buste de Commode en Hercule, conservé aux musées du Capitole à Rome.

Après les funérailles, Marc Aurèle est incinéré et immédiatement déifié. Ses cendres sont transportées à Rome et placées dans le mausolée d'Hadrien, qui devient alors le tombeau familial depuis Hadrien jusqu'à Commode et, peut-être, aussi pour certains empereurs ultérieurs, jusqu'à ce que, en 410, le sac wisigoth de la ville l'endommage gravement. Ses campagnes victorieuses contre les peuples germains et les sarmates sont commémorées par la construction de la Colonne de Marc-Aurèle et d'un temple.
Marc Aurèle est remplacé par son fils Commode, qui a déjà été nommé César en 166, puis Auguste (co-empereur) en 177. Cette décision, qui met fin à la série des « empereurs adoptifs », est fortement critiquée par les historiens ultérieurs, car non seulement Commode est un étranger à la politique et au milieu militaire, il est aussi décrit, déjà à un jeune âge, comme extrêmement égoïste et avec de graves problèmes psychologiques, excessivement passionné par les jeux de gladiateurs (auxquels il participe lui-même),,.
À la fin du règne de Marc Aurèle, Dion Cassius écrit un éloge funèbre à l'empereur, tout en décrivant le passage à Commode avec tristesse et regret :

« [Marc Aurèle] ne jouit pas du bonheur qu'il méritait : [son corps], en effet, était débile, et, pendant tout le temps de son règne, pour ainsi dire, il éprouva de nombreux malheurs. A mes yeux, c'est là une raison de l'admirer davantage, pour s'être tiré lui-même d'affaires difficiles et embarrassantes et avoir maintenu l'intégrité de l'empire. Une seule chose fut mise sur le compte de son infortune : c'est qu'après avoir élevé et instruit son fils aussi bien que possible, il fut compétemment déçu dans ses espérances. Il faut, dès à présent, parler de ce fils, puisque, pour nous aujourd'hui, comme les affaires pour les Romains de ce temps, l'histoire est tombée d'un règne d'or dans un règne de fer et de rouille,. »

## Pratique du pouvoir

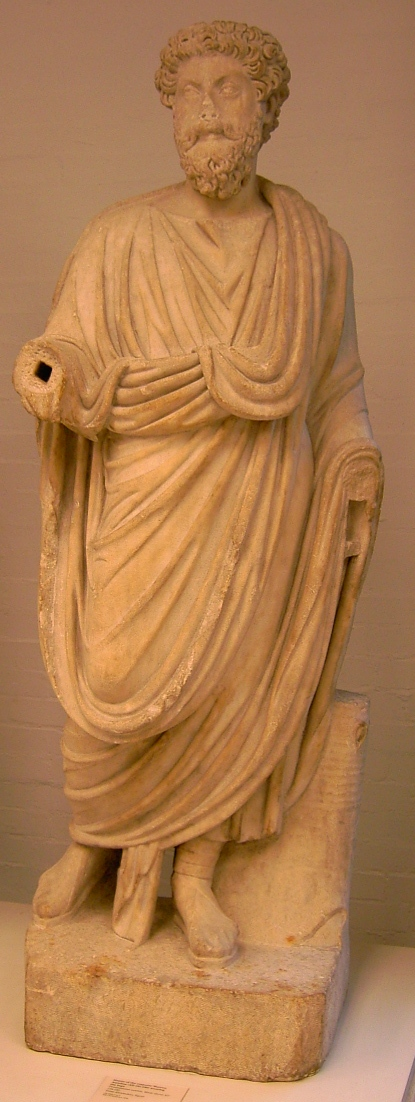
Statue de Marc Aurèle portant la toge, conservée au British Museum.

Les tâches administratives de Marc Aurèle consistent prioritairement à clarifier et améliorer le système déjà en place, la plupart de ses actes étant motivés par le mauvais état financier de l'empire : il régularise l'utilisation d'un registre de la population — chaque citoyen romain peut enregistrer ses enfants dans les trente jours suivant leur naissance —, système remontant à Auguste ; il crée un poste spécifiquement pour l'assignation de tutelles, géré par un sénateur romain ; il augmente considérablement le nombre de curateurs de cités, un poste qui devient un passage presque obligatoire pour quiconque désire devenir un jour sénateur.
Marc Aurèle passe également une grande partie de son règne à défendre les frontières de l'empire.
Les affaires judiciaires ont une place importante dans le règne de Marc Aurèle. Il travaille avec minutie sur chaque cas, s'aide de l'avis du conseil impérial et traite toutes les affaires avec la même attention. Certains procès durent jusqu'à douze jours et sont parfois menés de nuit. Marc Aurèle croit fermement que chaque détail d'une affaire doit être analysé et que la moindre erreur pourrait remettre en cause le bien-fondé de sa décision. Toutes les décisions judiciaires sont prises au nom de Marc Aurèle et de Lucius Aurelius Verus, bien que ce dernier soit très souvent en voyage. À une occasion, les empereurs établissent l'innocence d'un enfant qui a tué un parent dans un moment de folie, recourant ainsi à un premier concept de maladie mentale. Les avocats de profession qualifient Marc Aurèle d'« empereur versé dans le droit » et, comme le soutient Papinien, « très prudent et consciencieusement juste ». Il manifeste un vif intérêt pour trois domaines du droit : la libération des esclaves, la protection des orphelins et des enfants, et le choix des conseillers municipaux (décurions). Il réévalue la monnaie qu'il a précédemment dévaluée, mais, deux ans plus tard, elle connaît une nouvelle dévaluation en raison des guerres marcomanes qui amènent une grave crise militaire au sein de l'empire,.
Tandis que son frère Lucius est engagé à l'Est contre l'Empire parthe, Marc Aurèle est occupé à Rome par des questions familiales. Sa grand-tante Matidia Minor est décédée et un litige juridique pèse sur son testament, son importante succession attirant l'attention de nombreuses personnes. Certains de ses clients ont réussi à se faire inscrire dans son testament par le biais de divers codicilles. Toutefois, ces testaments ne peuvent pas être reconnus comme valables, car conformément à la lex Falcidia, Matidia doit céder au moins le quart de son héritage à l'héritier principal. Cet héritier principal n'est autre que Faustine, la femme de Marc Aurèle. Fronton exhorte Marc Aurèle à poursuivre les revendications de la famille, mais ce dernier, après avoir soigneusement étudié le dossier, préfère que la décision finale, qui nous est inconnue, soit prise par son frère,,.
Marc Aurèle est souvent vu comme un empereur plus clément que ses prédécesseurs, mais sa vision sur l'esclavage n'apporte pas de réelle modification au système en place. Sur une décision de Marc Aurèle et Lucius Vérus, les propriétaires n'ont plus le droit de vendre des esclaves pour être utilisés contre des bêtes sauvages dans l'arène. Lorsqu'un esclave est lié à une affaire judiciaire, la décision ne va dans le sens de l'esclave que si elle ne lèse pas le maître. La traque d'esclave en fuite est permise, et les affranchissements par demande du peuple ou acclamation sont interdits. Marc Aurèle supprime cependant une loi rendant obligatoire la torture et la mort de tous les esclaves se trouvant dans les environs, en cas d'assassinat du propriétaire. Dans une affaire de falsification de testament portée à son attention par son ami Gaius Aufidius Victorinus, Marc Aurèle favorise un esclave, une décision citée par la suite par les juristes comme un précédent décisif.
Le règne de Marc Aurèle n'a pas d'influence sur la pratique de la torture, et elle ne lui pose certainement pas de problème puisqu'elle fait partie intégrante du système judiciaire romain. En effet, la torture est appliquée sans hésitation, surtout contre les esclaves et les étrangers. Il est cependant mal vu de torturer un esclave pour recueillir des informations sur son maître, sauf si l'affaire concerne l'empereur ou si elle est de nature politique. La torture est également utilisée dans des affaires d’adultère, mais uniquement si l'accusateur n'est pas un membre de la famille. Pour les citoyens éminents, l'exil est généralement préféré à la torture.

## Pensées pour moi-même

### L'œuvre

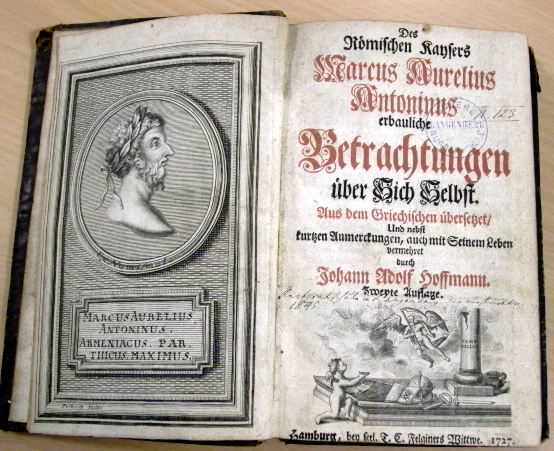
Premières pages de Pensées pour moi-même, édition en allemand datant du XVIIIe siècle.

Lors de campagnes militaires entre 170 et 180, Marc Aurèle écrit ses pensées en grec comme source d'inspiration et d'amélioration personnelle. Le titre original de cette œuvre, si elle en avait un, est inconnu. Le titre Pensées pour moi-même, parfois simplement Pensées, est adopté plus tard. Les Pensées sont considérées comme un chef-d'œuvre de littérature et de philosophie, et contiennent les principales maximes du stoïcisme. Elles font partie des principaux ouvrages de ce mouvement philosophique, avec le Manuel et les Entretiens d'Épictète ainsi que l'œuvre de Sénèque. Le livre fait entre autres partie des lectures de la reine Christine, de Frédéric le Grand, de John Stuart Mill, de Matthew Arnold, de Johann Wolfgang von Goethe, Giacomo Leopardi, Arthur Schopenhauer, Emil Cioran, Léon Tolstoï, Simone Weil, Michel Onfray, Wen Jiabao et Bill Clinton,,,,,,.
On ignore dans quelle mesure les écrits de Marc Aurèle sont diffusés après sa mort. Certaines références littéraires anciennes concernant la popularité de ses préceptes sont erronées, et Julien l'Apostat, qui prend Marc Aurèle comme modèle autant pour ses principes que pour ses actes, ne mentionne pas spécifiquement les Pensées pour moi-même. Les premières mentions du livre, ainsi que son premier nom connu les écrits de Marc Aurèle à lui-même, proviennent d'Aréthas de Césarée au Xe siècle et de la Souda byzantine. Il est publié pour la première fois en 1558 à Zurich par Guilielmus Xylander à partir d'un manuscrit perdu peu après. La plus ancienne copie manuscrite complète qui subsiste se trouve à la bibliothèque du Vatican et date du XIVe siècle.

### La philosophie de Marc Aurèle
Marc Aurèle semble reprendre les positions stoïciennes classiques, en partant de Zénon de Kition à Épictète, en soulignant le sentiment d'impuissance de l'être humain face à la divinité et au destin, et la superficialité des représentations humaines. Marc Aurèle, en tant que dernier grand philosophe stoïcien, n'a pas réellement d'apport fondamental au stoïcisme, bien que son ouvrage Pensées pour moi-même soit une synthèse complète du mouvement philosophique. Il s'est laissé guider par la philosophie même pendant les moments difficiles de sa vie publique et personnelle (entre autres le nombre élevé de ses enfants morts jeunes ; seuls cinq de ses treize enfants ont atteint l'âge adulte), et il a pu, en tant qu'homme d'État, suivre la voie du philosophe.

#### L'indifférence
Le stoïcisme et Marc Aurèle en particulier affirment que l'homme est capable de rester indifférent peu importe la situation, positive ou négative. Le bien moral et le mal moral sont les seuls concepts qui comptent ; la mort, la pauvreté, la maladie et l'échec, tout comme leurs contraires, ne doivent provoquer que de l'indifférence. Il faut dès lors suivre sa raison et rester le même dans les moments les plus difficiles.

« Se rendre ferme comme le roc que les vagues ne cessent de battre. Il demeure immobile, et l’écume de l’onde tourbillonne à ses pieds. — « Ah ! quel malheur pour moi, dis-tu, que cet accident me soit arrivé ! » — Tu te trompes ; et il faut dire : « Je suis bien heureux, malgré ce qui m’arrive, de rester à l’abri de tout chagrin, ne me sentant, ni blessé par le présent, ni anxieux de l’avenir. » Cet accident en effet pouvait arriver à tout le monde ; mais tout le monde n’aurait pas reçu le coup avec la même impassibilité que toi. Pourquoi donc tel événement passe-t-il pour un malheur plutôt que tel autre pour un bonheur ? »

#### L'âme rationnelle et la destinée humaine

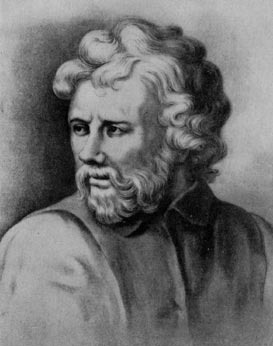
Dessin d'Épictète.

Comme chez Sénèque, pour Marc Aurèle, l'âme est distincte et séparée du corps, mais elle est ensuite composée de l'âme elle-même, comprise comme l'esprit, le pneuma ou le souffle vital et l'intellect ou principe directeur, siège de l'activité spirituelle. Marc Aurèle mentionne aussi souvent Épictète, avec des références au dihairesis (comprendre la nature des choses, qu'elles puissent ou non être influencées par la volonté humaine) et au prohairesis (la division pratique en choses dans nos propres facultés ou dans celles des « autres »), les facultés rationnelles humaines, qui nous permettent de discerner et de comprendre les phénomènes rationnels et irrationnels, ce que nous devons fuir ou auquel nous devons nous adapter, ou non. Marc Aurèle fait également référence à des philosophes non stoïciens, tels que Socrate (considéré comme un exemple de rectitude morale, d'acceptation du destin et de sagesse, malgré la mesquinerie de ses adversaires), Épicure, Platon, Démocrite, Héraclite et d'autres comme des exemples de grands hommes, mais aussi de la fugacité de la gloire et de l'incertitude quant au véritable destin de l'âme humaine, voire de ces grands hommes eux-mêmes,.

« Après avoir guéri bien des malades, Hippocrate est mort, lui aussi, atteint par la maladie. Les Chaldéens, après avoir prédit le trépas de tant de gens, n’ont pu échapper plus que d’autres aux prises de la destinée. Alexandre, Pompée, Caïus-César, après avoir tant de fois ruiné de fond en comble des cités entières, après avoir massacré un nombre incalculable de cavaliers et de fantassins en bataille rangée, ont dû à leur tour aussi sortir un jour de la vie. Héraclite, après avoir tant disserté sur l’embrasement du monde détruit par le feu, est mort d’hydropisie et couvert de bouse de vache. La vermine a fait mourir Démocrite ; une vermine d’une autre espèce a tué Socrate. Qu’est-ce que tout cela signifie ? Le voici : Tu t’es embarqué sur un navire ; tu as navigué ; tu es parvenu au port ; débarque. Si c’est dans une autre vie que tu abordes, rien au monde n’est vide des Dieux, et tu les trouveras là tout aussi bien qu’ailleurs. Si, au contraire, tu dois tomber alors dans une insensibilité absolue, te voilà délivré des souffrances et des plaisirs, et tu n’as plus à te soumettre servilement à cette enveloppe matérielle, d’autant plus vile que son esclave lui est absolument supérieur ; car d’un côté, c’est l’intelligence et le génie ; de l’autre, la terre et la fange. »

#### Rapport à la gloire

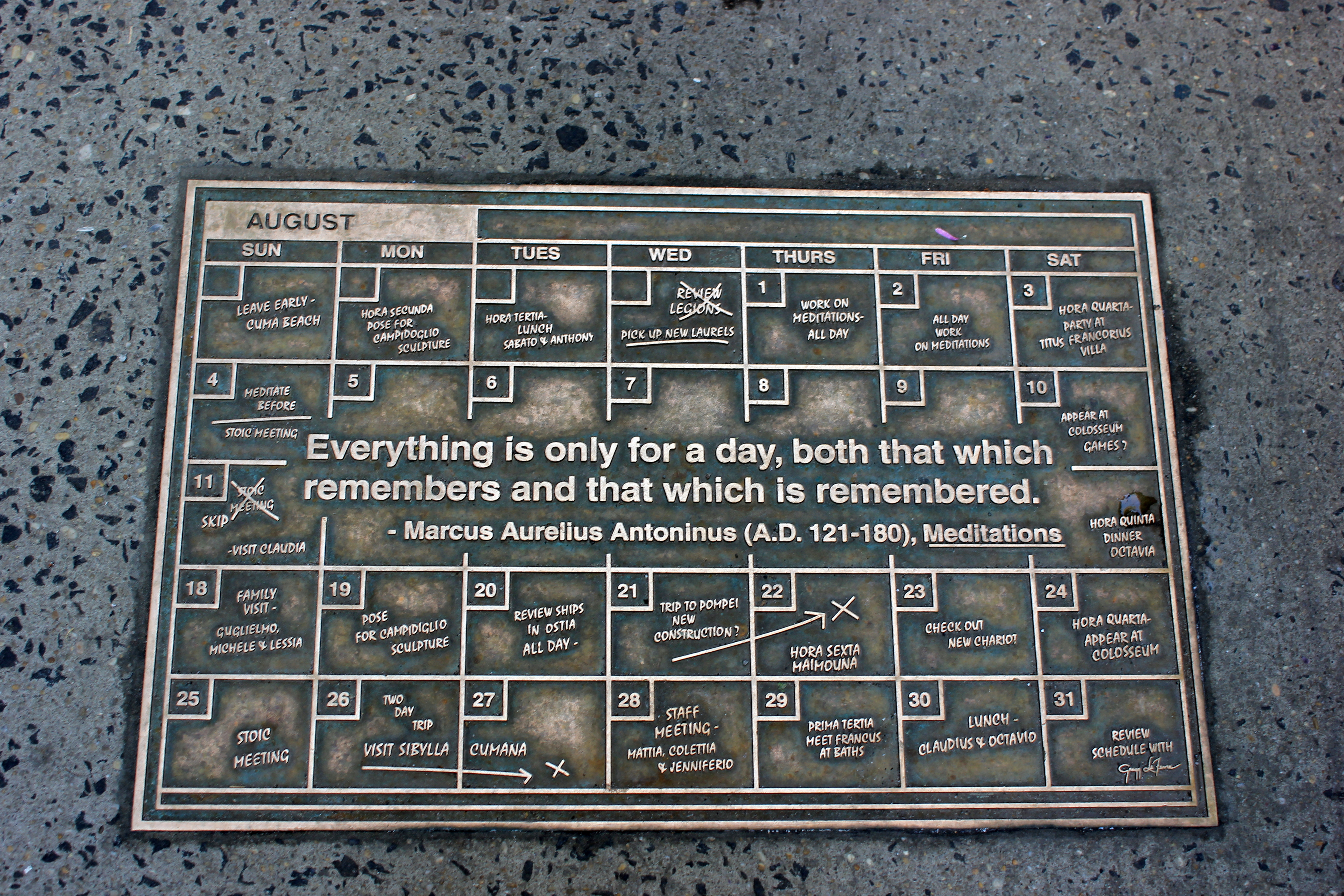
Citation de Marc Aurèle sur la Library Walk à New York.

Marc Aurèle rapporte à plusieurs occasions que, selon lui, la gloire est éphémère et qu'elle ne permet pas d'échapper à la mort. C'est un des rares points peu abordé par le stoïcisme que Marc Aurèle semble avoir apporté au mouvement. Il prend en exemple plusieurs grands noms oubliés et relativise sa vie par rapport à l'univers, insignifiante et si rapidement oubliée :

« Ainsi donc, jette de côté tout le reste, et ne t’attache solidement qu’à ces quelques points. Souviens-toi toujours aussi que le seul temps qu’on vive est uniquement le présent, c’est-à-dire un instant imperceptible ; et que, pour les autres parties de la durée, ou bien on les a vécues, ou bien on ne sait jamais si l’on doit les vivre. C’est donc bien peu de chose que le temps que vit chacun de nous ; c’est bien peu de chose que le misérable coin de terre où l’on vit. C’est peu de chose même encore que cette renommée qui nous survit, prît-on celle qui dure le plus longtemps. Et cette renommée elle-même ne tient qu’à la succession de ces pauvres hommes, qui vont mourir dans un moment et qui ne se connaissent point eux-mêmes, loin de pouvoir connaître quelqu’un qui est mort depuis de si longues années. »

#### L'écriture comme refuge
Dans son rôle d'empereur, Marc Aurele remplit stoïquement son devoir dans son rôle politique, mais il ressent la futilité d'actions qui ne changeront pas l'irrationalité qui sévit dans de nombreux événements du monde :

« […] regarde un peu l’oubli rapide de toutes choses, l’abîme du temps pris dans les deux sens, l’inanité de ce bruit et de cet écho, la mobilité et l’incompétence des juges, qui semblent t’applaudir, et l’exiguïté du lieu où la renommée se renferme. La terre entière n’est qu’un point, et la partie que nous habitons n’en est que le coin le plus étroit. Là même, ceux qui entonneront tes louanges, combien sont-ils et quels sont-ils encore ? Il reste donc uniquement à te souvenir que tu peux toujours faire retraite dans cet humble domaine qui n’appartient qu’à toi. »

## Postérité et représentations

### Représentations artistiques antiques
La statue équestre de Marc Aurèle à Rome est la seule statue équestre romaine qui ait survécu à l'époque moderne, peut-être parce qu'elle est identifiée à tort au Moyen Âge comme une représentation de l'empereur chrétien Constantin le Grand, évitant ainsi la destruction infligée aux statues de personnages païens. Fabriquée en bronze vers 175, elle mesure 3,5 mètres et se trouve aujourd'hui dans les musées du Capitole à Rome. La main de l'empereur est tendue dans un acte de clémence offert à l'ennemi vaincu, tandis que l'expression de son visage, fatigué par le stress de mener Rome dans des batailles presque constantes, représente peut-être une rupture avec la tradition classique de la sculpture. Depuis 2002, la statue figure sur les pièces de 50 centimes d'euro italiennes.

La statue équestre de Marc Aurèle
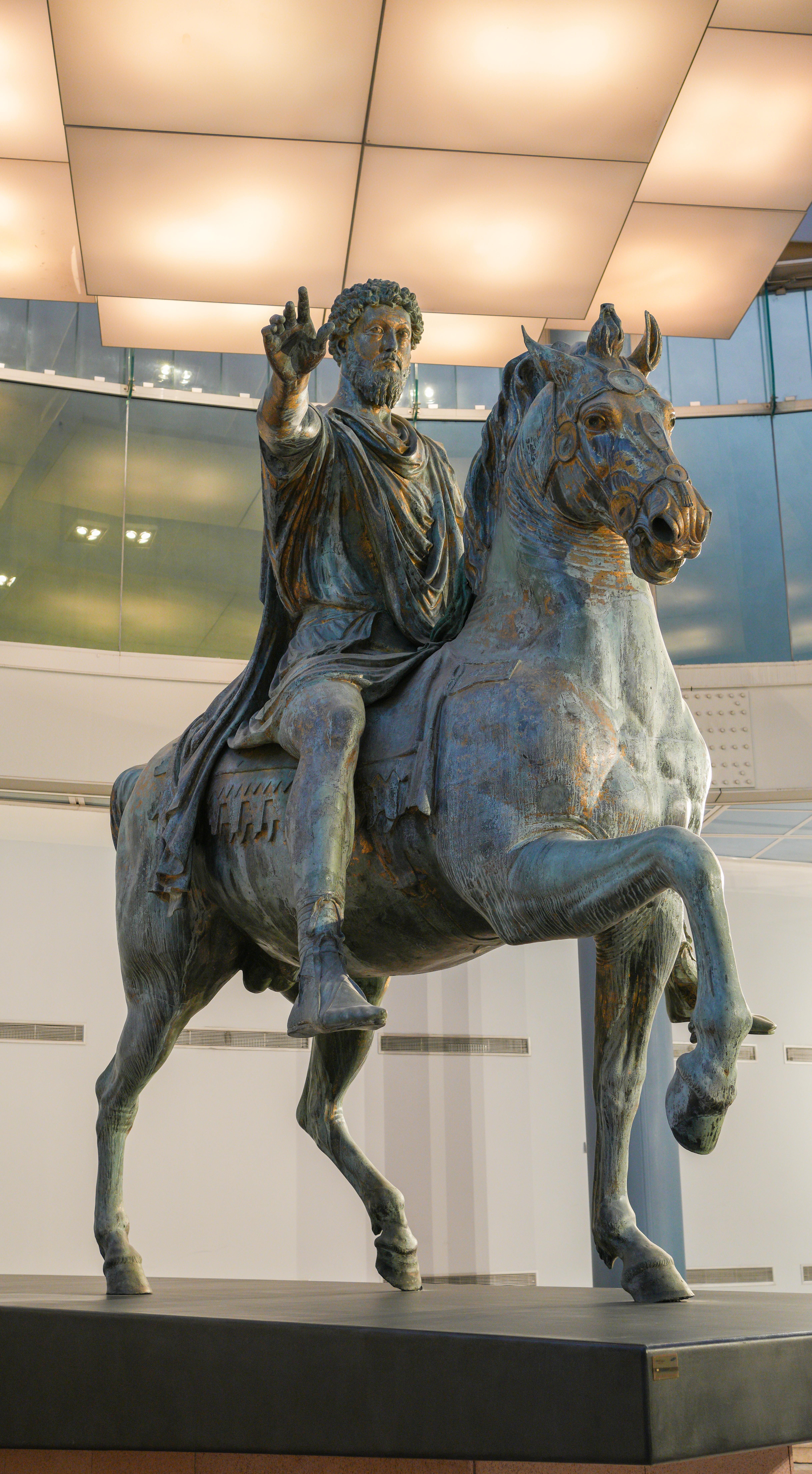
Vue complète.
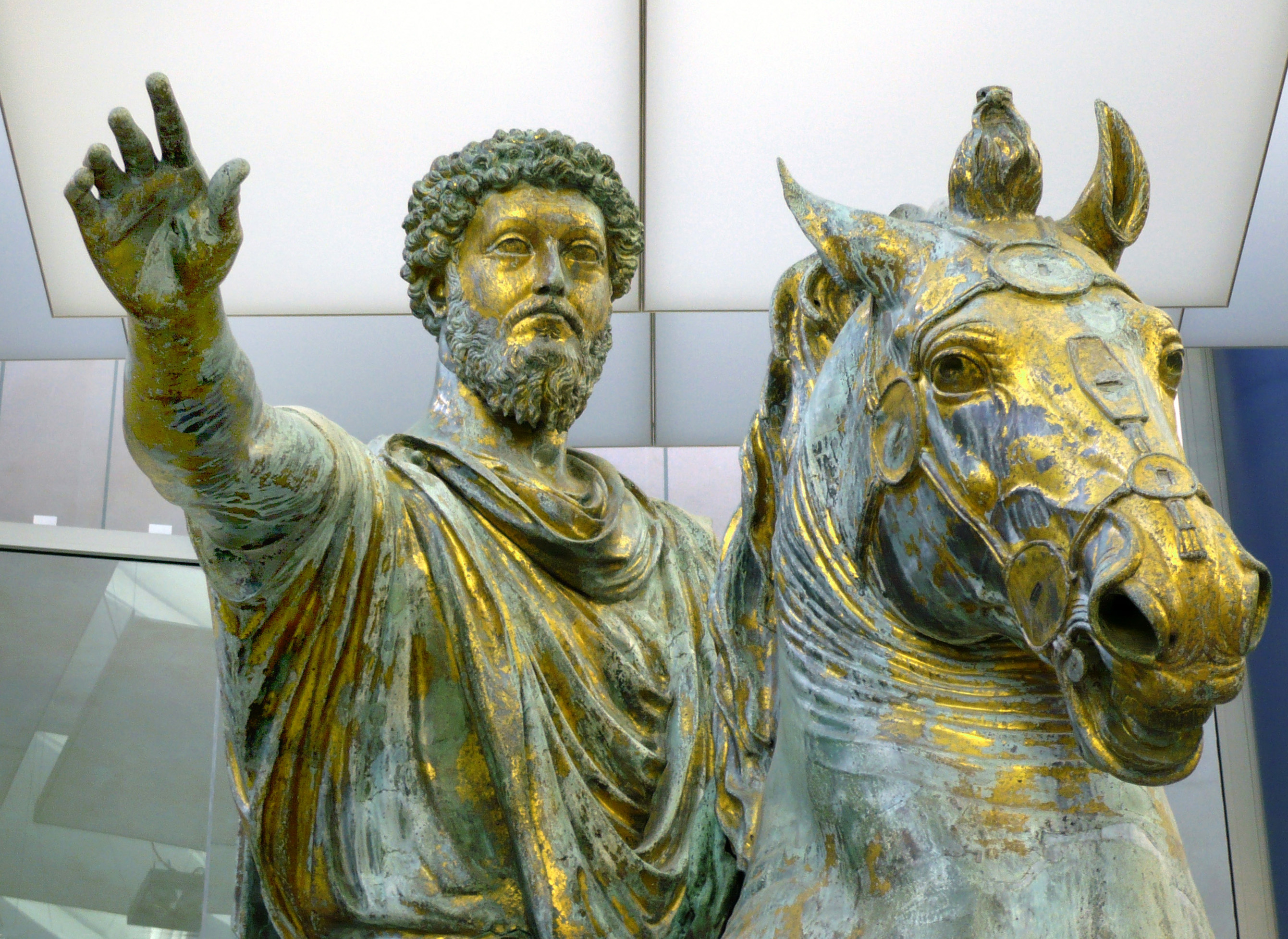
Vue rapprochée.
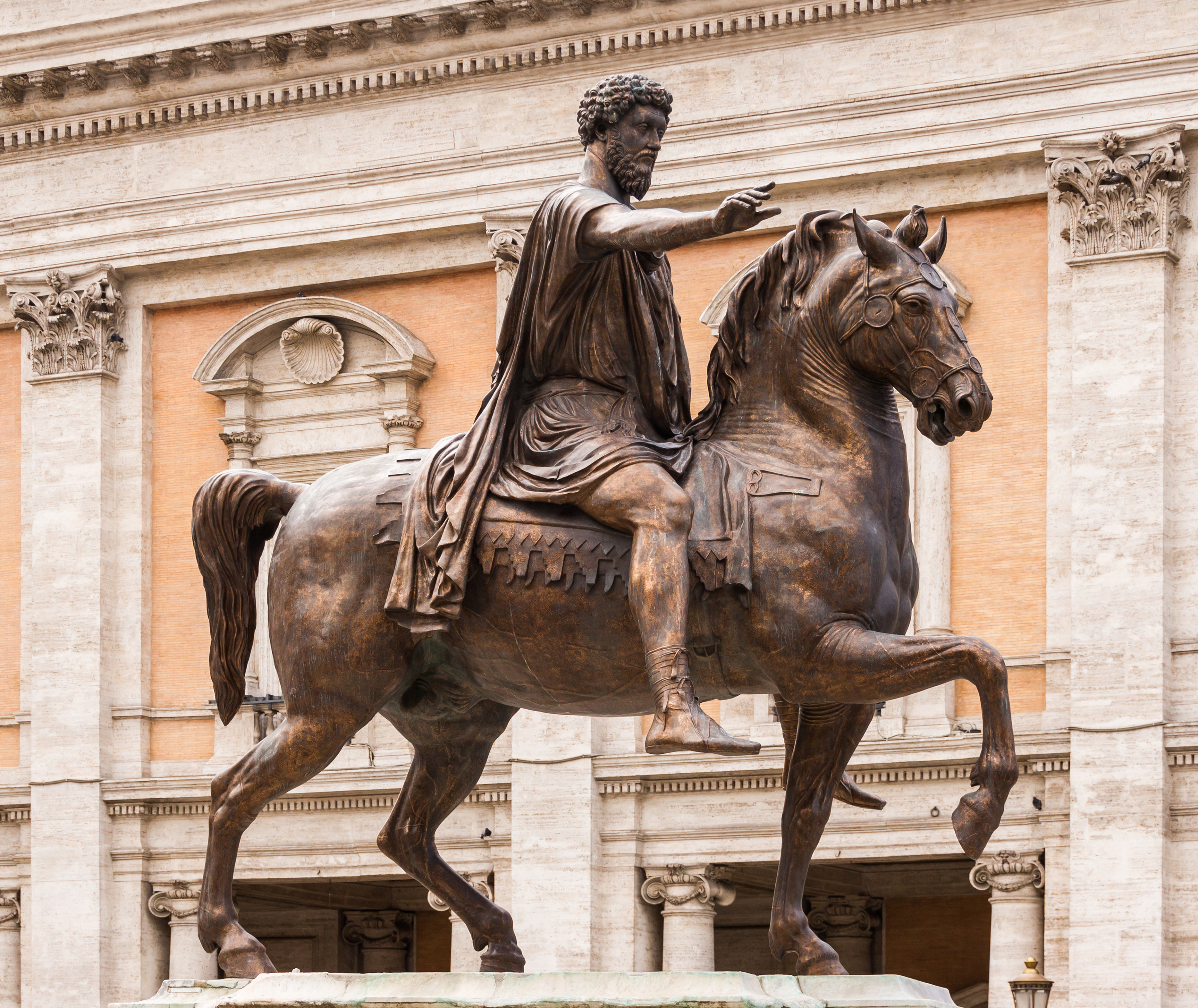
Réplique de la statue au Capitole de Rome.
Pièce de 50 centimes d'euro italienne sur laquelle figure la statue équestre de Marc Aurèle.

La colonne de Marc-Aurèle, établie à Rome soit dans les dernières années de sa vie, soit après son règne et achevée en 193, est construite pour commémorer sa victoire sur les Sarmates et les tribus germaniques en 176. Une spirale de reliefs sculptés s'enroule autour de la colonne, montrant des scènes de ses campagnes militaires. Une statue de Marc Aurèle se trouvait au sommet de la colonne mais disparaît au cours du Moyen Âge. Elle est remplacée par une statue de Saint Paul en 1589 par le pape Sixte V. La colonne de Marc Aurèle et la colonne de Trajan sont souvent comparées par les érudits étant donné qu'elles sont toutes deux de style dorique, qu'elles ont un piédestal à la base, des frises sculptées représentant leurs victoires militaires respectives et une statue au sommet.

La colonne de Marc-Aurèle
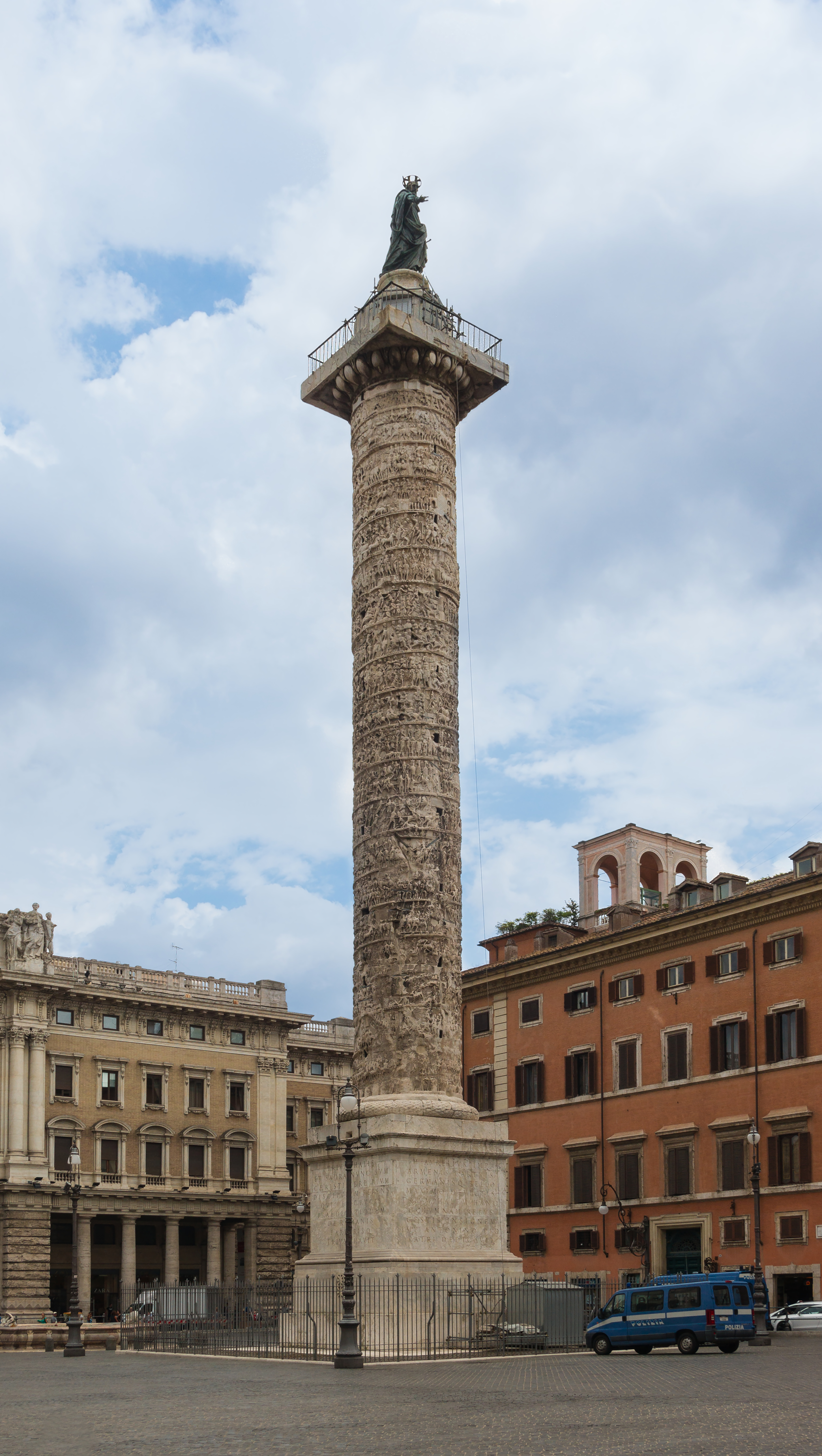
Vue complète.
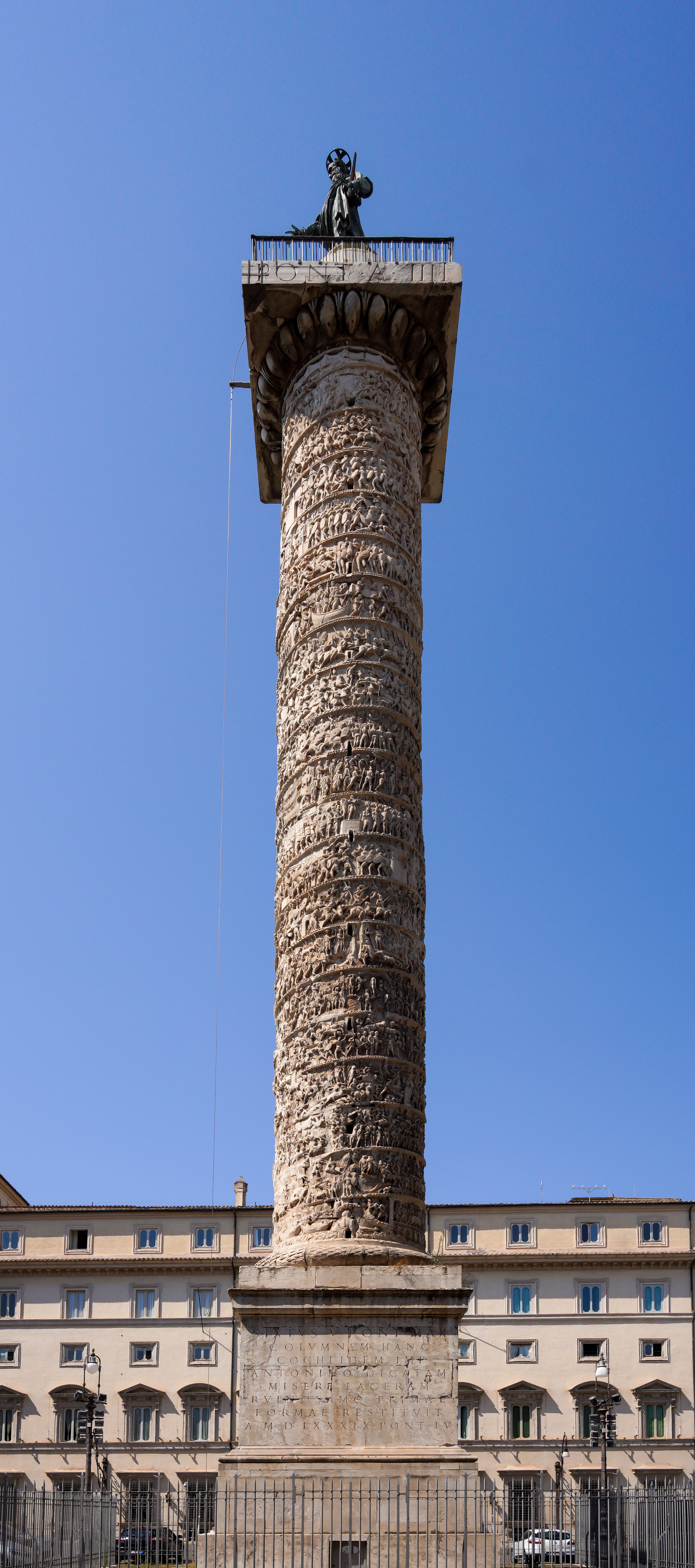
Vue rapprochée.

En 1939, un buste en or de Marc Aurèle est retrouvé à Avenches, en Suisse, dans une canalisation sous la cour du sanctuaire du Cigognier. Il y aurait été placé afin de le protéger d'une menace étrangère, peut-être à l'occasion d'une invasion des Alamans. Réalisé autour de l'an 180, il a probablement servi d'imago pour les étendards romains, puis peut-être d'image de culte pour la cité romaine d'Aventicum. Il est l'un des trois derniers bustes en or d'empereur romain ayant échappé au recyclage de l'or. Le buste est exposé pour la première fois en 1996 et est conservé par le musée romain d'Avenches.
En 2008, une équipe d'archéologues belges et turcs exhume les restes d'une statue géante représentant l'empereur Marc Aurèle dans les thermes romains de Sagalassos, l'actuel Ağlasun (province de Burdur) dans l'Ouest de la Turquie. Entière, la statue devait mesurer 4,5 mètres. Elle est cependant retrouvée en plusieurs morceaux ; la tête, mesurant 90 centimètres, et le bras droit, tenant un globe, sont les seules parties dans un très bon état. Les jambes de la statue ont également été exhumées. Le corps de la statue, en bronze selon le professeur belge Marc Waelkens, a probablement été pillé durant l'antiquité tardive pour être réutilisé.

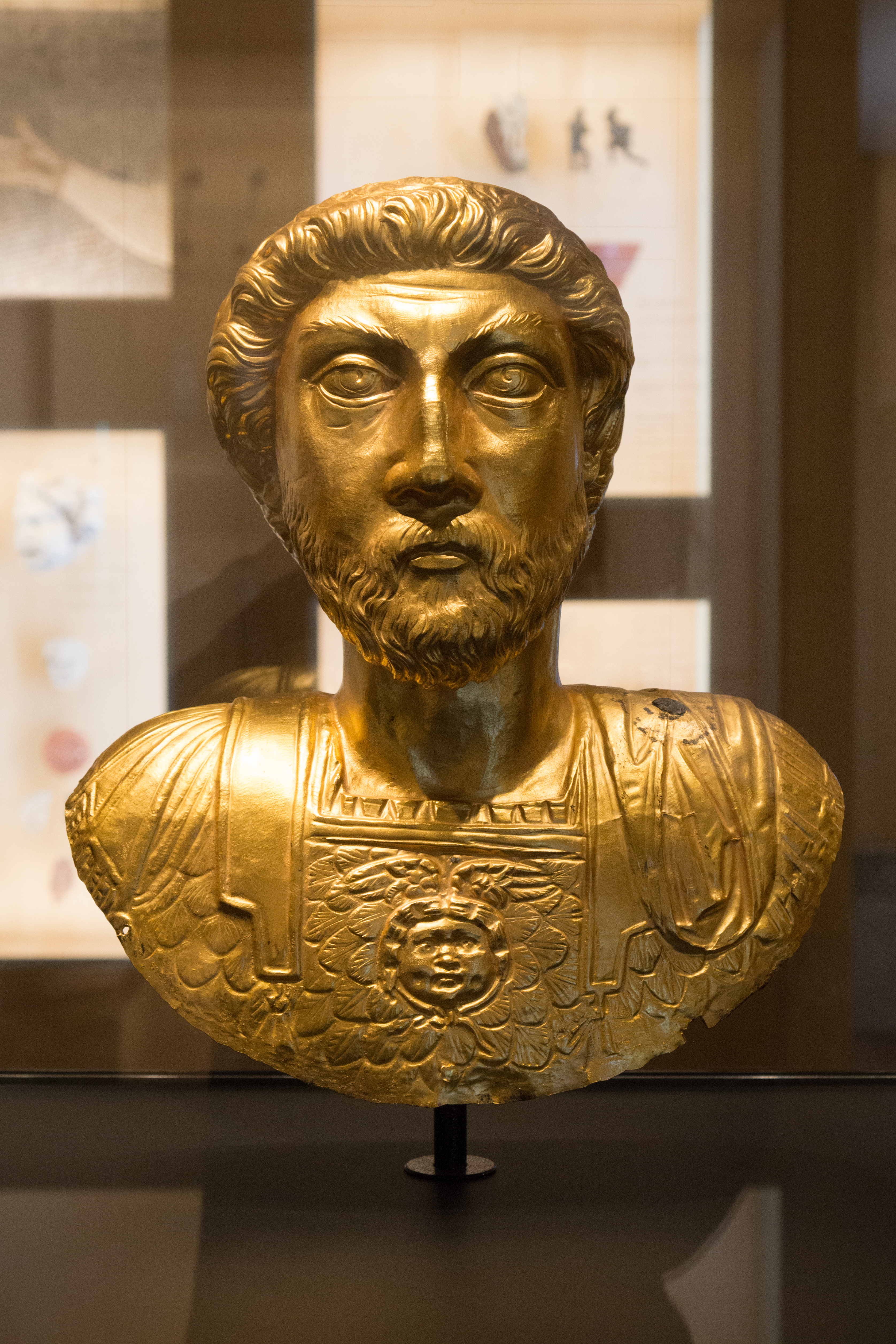
Buste en or de Marc Aurèle.
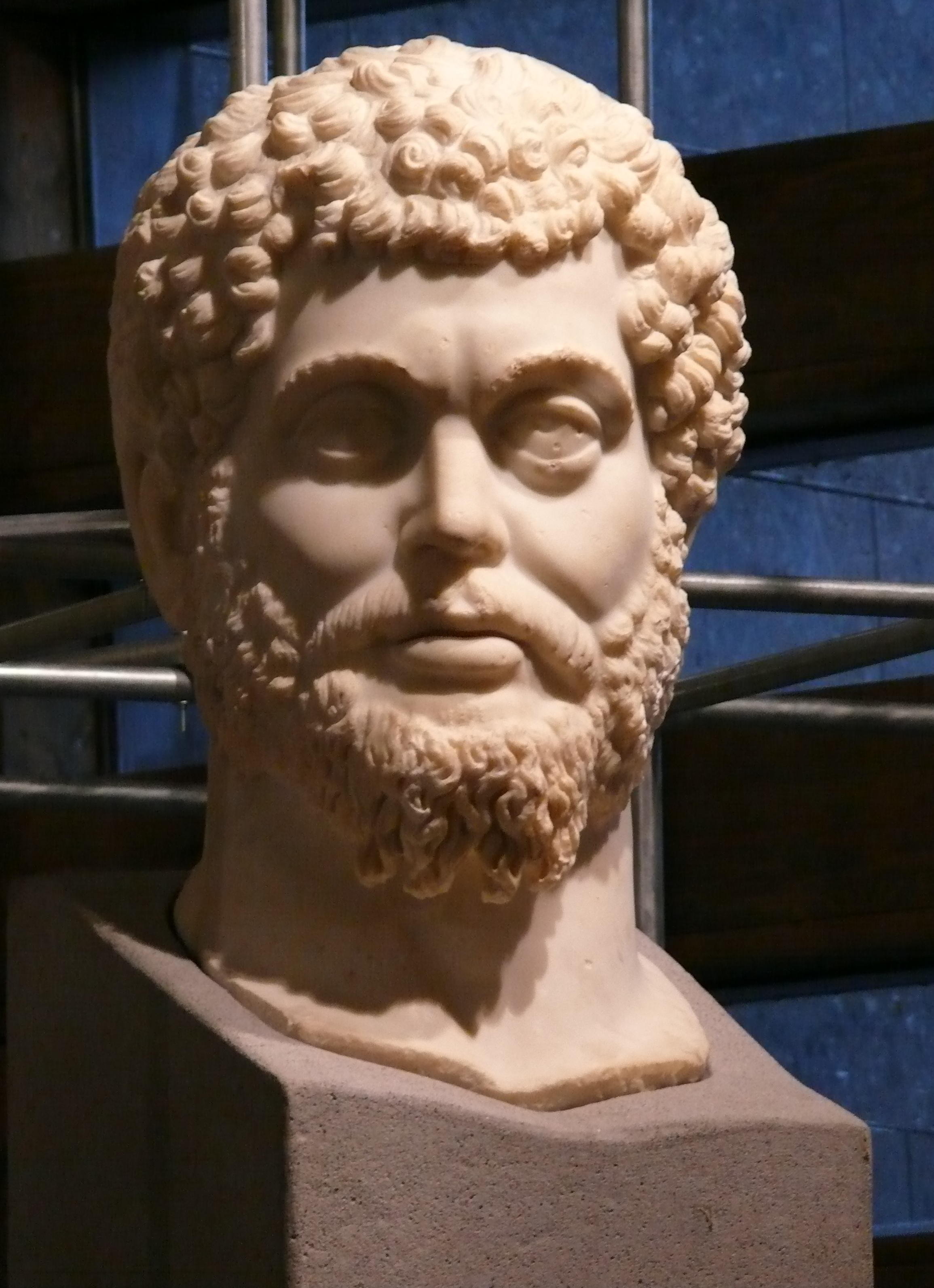
Tête de la statue retrouvée à Sagalassos.

### Réputation de Marc Aurèle

#### Marc Aurèle le philosophe

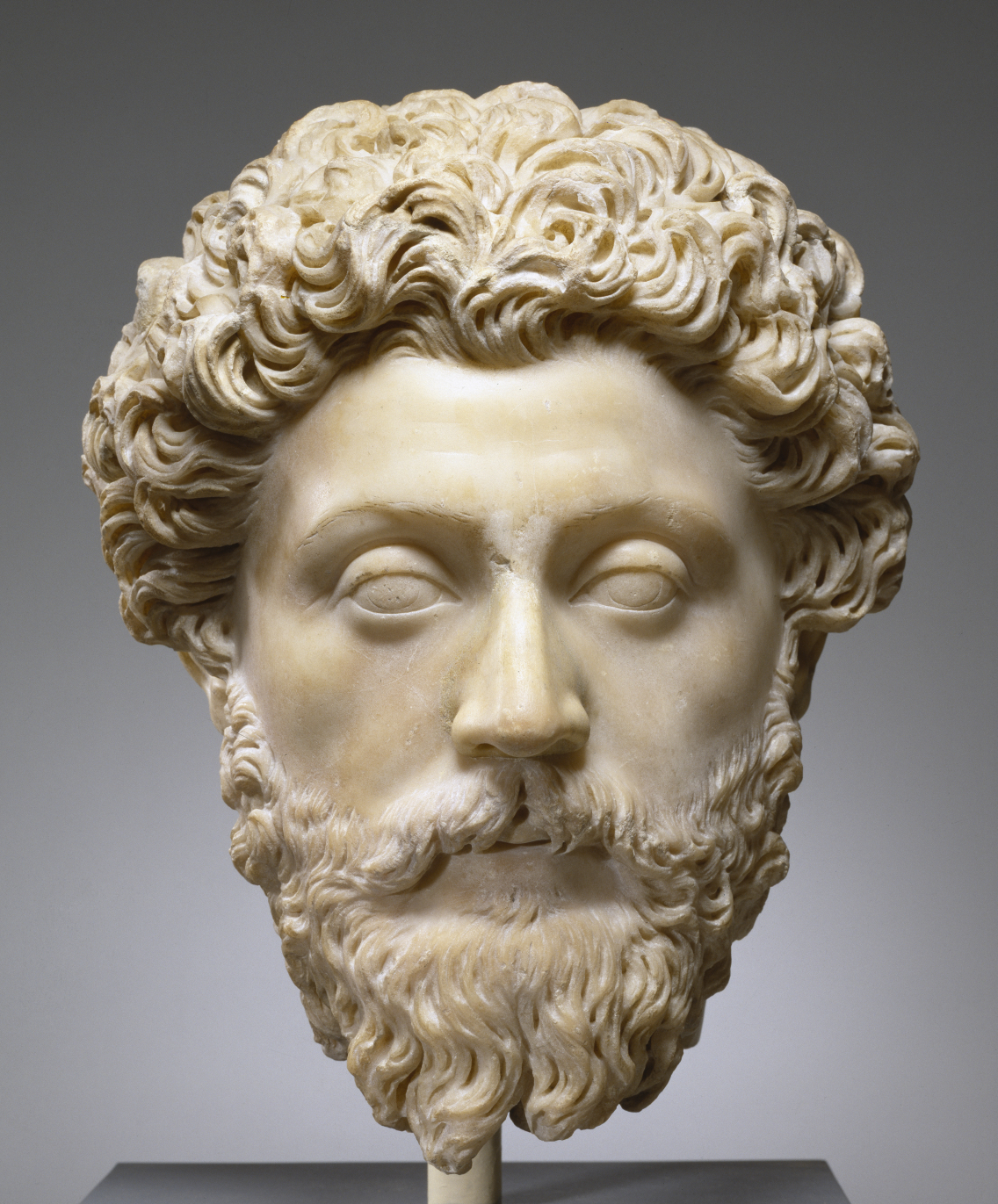
Un portrait du IIe siècle, qui capture le tempérament pensif de l'empereur philosophe, aujourd'hui conservé au Walters Art Museum.

Marc Aurèle acquiert la réputation de philosophe roi de son vivant, et ce titre lui reste après sa mort ; Dion Cassius l'appelle « le philosophe »,,,. Ce titre est également donné par des chrétiens comme Justin de Naplouse, Athénagoras d'Athènes et Eusèbe de Césarée,,. Ce dernier va jusqu'à qualifier Marc Aurèle de « plus philanthropique et philosophe » qu'Antonin et Hadrien, et l'oppose aux empereurs persécuteurs Domitien et Néron pour rendre le contraste plus marqué,. L'historien Hérodien écrit : « Il a donné la preuve de son savoir non pas par de simples mots ou par la connaissance de doctrines philosophiques, mais par son caractère irréprochable et son mode de vie tempéré ». L'écrivain britannique Iain King conclut que l'héritage de Marc Aurèle est tragique, car « la philosophie stoïque de l'empereur — qui porte sur la retenue, le devoir et le respect des autres — a été si abjectement abandonnée par la ligne impériale qu'il a ointe à sa mort ».

#### Perception par le christianisme
L'impression laissée par Marc Aurèle dans le christianisme de la fin de l'Antiquité et du Moyen Âge est celle de persécuteur des chrétiens. Cependant, ses contemporains chrétiens ne réagissent pas unanimement par un rejet. Tertullien, contemporain de l'empereur et influencé par la Seconde Sophistique, le voit même comme un protecteur du christianisme, résultant de la gratitude de Marc Aurèle envers les chrétiens qui, dans la première guerre marcomane, ont supposément sauvé les romains en priant pour une pluie miraculeuse.
Mais la réception chrétienne à long terme est surtout influencée par le contemporain de l'empereur Constantin Eusèbe de Césarée qui, écrivant près d'une centaine d'années après son règne, décrit Marc Aurèle comme persécuteur des chrétiens en lui imputant particulièrement le martyre de Polycarpe de Smyrne — l'un des plus importants martyrs de l'histoire chrétienne — en 155, confondant Marc Aurèle et Antonin le Pieux qui était encore empereur à cette date. Eusèbe, plus soucieux de faire l'apologie des martyrs que de vérité historique, influence durablement la perception chrétienne de l'empereur : suivant l'apologiste, Augustin d'Hippone cite Marc Aurèle dans son ouvrage La Cité de Dieu comme le quatrième des dix plus grands persécuteurs de chrétiens parmi les empereurs romains. L'image créée par Eusèbe, celle d'un empereur de l'ancien monde ayant gagné d'importantes guerres contre les Parthes et ayant ordonné la persécution des chrétiens, survit presque tout au long du Moyen Âge.

#### Interprétations modernes

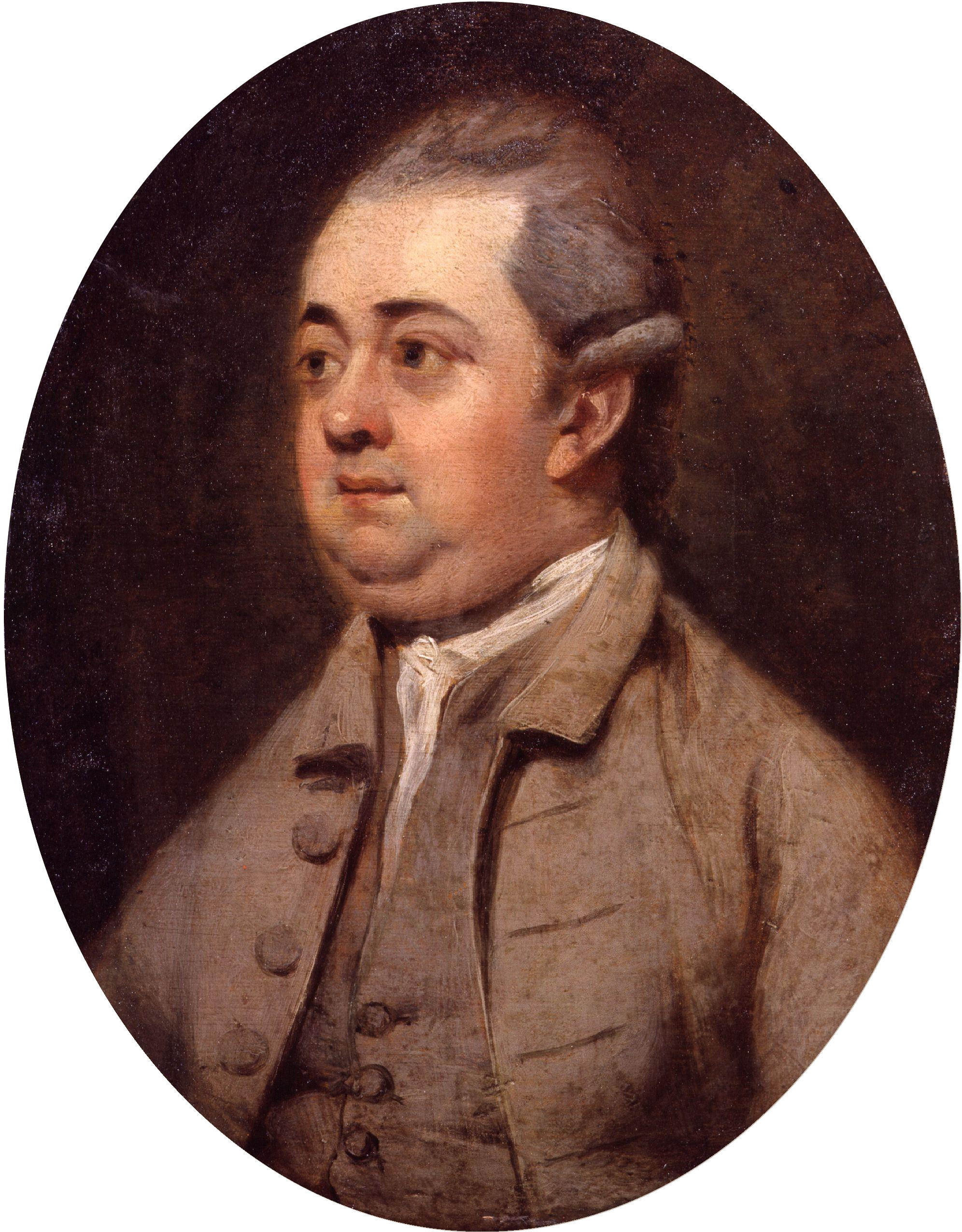
Edward Gibbon fait l'éloge de Marc Aurèle dans Histoire de la décadence et de la chute de l'Empire romain au XVIIIe siècle, le nommant dans les cinq bons empereurs.

À la Renaissance, Marc Aurèle est redécouvert et de nouveau révéré comme un souverain idéal. Dans le XIXe chapitre de son ouvrage Le Prince, Nicolas Machiavel lui rend hommage en comparant son règne à ceux de ses successeurs et des soldats-empereurs du IIIe siècle. Marc Aurèle est le seul empereur romain à être universellement vénéré, de son vivant et après sa mort, car il prend la relève en tant qu'héritier légitime, n'a aucune dette envers les soldats ou le peuple, et peut donc les contenir tous les deux sans jamais susciter la haine ou le mépris. Selon Jörg Fündling, au siècle des Lumières, Marc Aurèle devient un auteur à la mode, notamment pour Voltaire. « La raison, l'humanité, le sens du devoir et une conception non chrétienne de Dieu : voilà comment un roi doit être ». Edward Gibbon, dans son célèbre ouvrage Histoire de la décadence et de la chute de l'Empire romain en référence à Dion Cassius, exprime l'opinion que, en conséquence de la mort de Marc Aurèle, un âge d'or s'est achevé. En 1882, Ernest Renan clôt sa fresque Histoire des origines du christianisme avec Marc Aurèle et la fin du monde antique, un ouvrage qui, malgré quelques reproches, dépeint Marc Aurèle comme un « chef puissant d'un empire immense, qu'il gouverna […] avec justice et philosophe stoïcien ». En plus d'offrir un ouvrage essentiel à l'étude du Christianisme à l'époque de Marc Aurèle, Renan a permis une nouvelle interprétation de l'empereur philosophe, dont la culture « profondément grecque » est vue comme l'ayant doté d'un caractère « exemplaire ».
Jean-Baptiste Gourinat se concentre sur une double vision, apparemment contradictoire, de la compatibilité entre le rôle de dirigeant guerrier et celui de philosophe, dans Pensées pour moi-même. Au début du livre VIII, Marc Aurèle dit « Une considération bien faite pour te détourner de la présomption de la vaine gloire, c’est que tu ne peux pas te flatter d’avoir passé ta vie entière, du moins à partir de ta jeunesse, comme un vrai philosophe. Bien des gens l’ont su ; et toi-même, tu sais aussi bien que personne que tu étais alors très-loin des sentiers de la philosophie. Voilà donc ton personnage défiguré ; et te faire la réputation d’un philosophe n’est plus guère facile pour toi ». Selon sa propre évaluation, Marc Aurèle ne peut prétendre au rang et à la renommée d'un philosophe — aussi parce que sa vie quotidienne lui fait obstacle. Mais ce point de vue se retrouve ailleurs : « Que tu dois voir clairement qu’il n’est pas, dans la vie, de meilleure route à suivre pour être philosophe que celle que tu suis maintenant ». Pour Gourinat, ces deux points de vue ont pour conséquence que, d'une part, la vie politique de Marc Aurèle lui coûte la réputation du philosophe, mais d'autre part, elle dicte une pratique politique qui ne le tente pas d'écrire des traités ou de passer son temps sur des spéculations théoriques très éloignées de la pratique.
Pour Marcel van Ackeren et Jan Opsomer, Marc Aurèle ne peut être appréhendé de manière adéquate dans une perspective purement historique. On dit qu'il intéresse une multitude de disciplines, dont l'archéologie, la philosophie, la philologie, la numismatique, les sciences politiques et l'histoire du droit, comme pratiquement aucune autre figure de l'Antiquité. Les Pensées pour moi-même, la colonne de Marc-Aurèle, sa statue équestre, les monnaies très variées ainsi que les découvertes archéologiques ont nécessité et permis une recherche interdisciplinaire dans le but d'élaborer et de communiquer une compréhension multiforme de Marc Aurèle et de son impact par le biais d'une méthodologie comparative. Le récit de l'historien Alexander Demandt semble aller dans ce sens également, car il vise une « nouvelle tentative » de « classer les preuves littéraires et épigraphiques, numismatiques et archéologiques des événements de guerre dans une chronique de telle sorte qu'elles ne s'opposent pas les unes aux autres et rendent compréhensible la séquence géostratégique des événements ».

### Représentations artistiques modernes

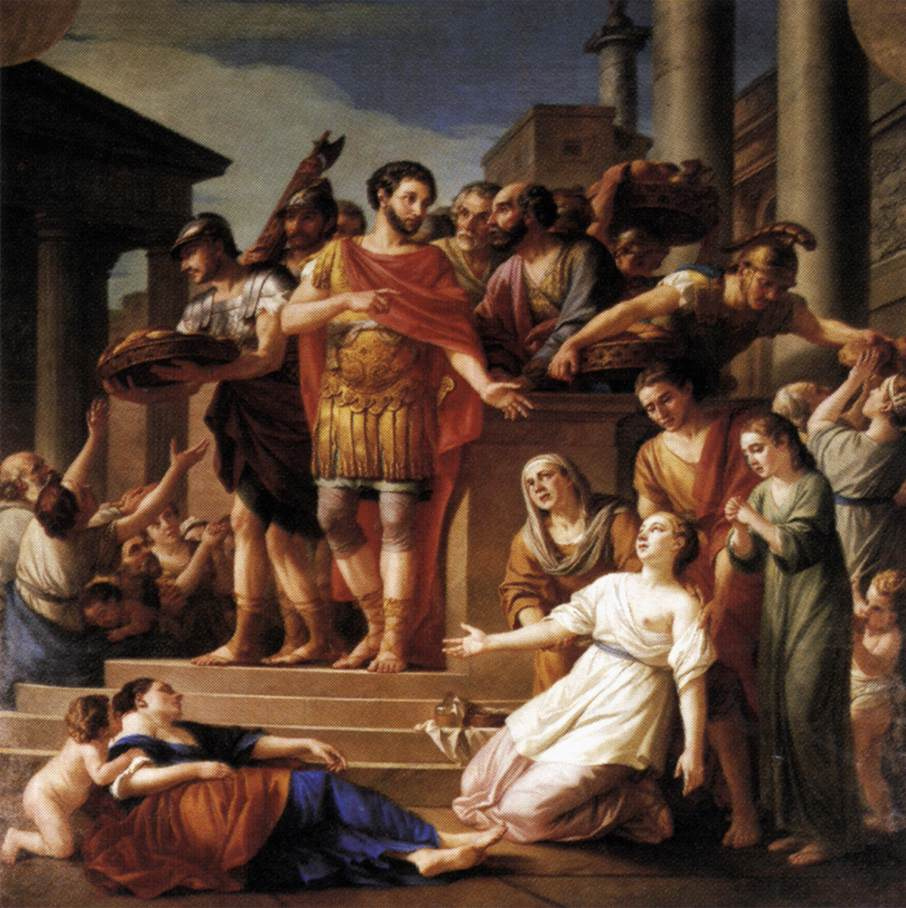
Joseph-Marie Vien, Marc Aurèle secourant le peuple, 1765, Amiens, musée de Picardie

Plusieurs épisodes de la vie de Marc Aurèle ont fait l'objet d'interprétations peintes ou sculptées à l'époque moderne, les sujets tirés de l'histoire romaine étant considérés comme propices à l'instruction et à l'élévation morale, notamment au XVIIIe siècle. Une tenture sur le thème de la vie de Marc-Aurèle est tissée vers 1670 dans les ateliers anversois de Michiel Wauters, d'après des cartons d'Abraham van Diepenbeeck. Connaissant un grand succès, la tenture sera remise sur le métier de nombreuses fois jusqu'à la fin du XVIIe siècle. Vers 1720, le peintre italien Giambattista Tiepolo représente un monumental Triomphe de Marc Aurèle (Turin, Galeria Sabauda). Parmi les « actions généreuses » des empereurs romains peints pour la galerie du château de Choisy-le-Roi en 1765, le peintre Joseph-Marie Vien représente Marc Aurèle secourant le peuple (Amiens, musée de Picardie). Alexandre Charles Guillemot peint en 1827 une Clémence de Marc Aurèle pour un mur de l'antichambre du Conseil d'État au Palais du Louvre. Un médaillon en bas-relief représentant Marc Aurèle soigné par Galien est réalisé par le sculpteur Louis-Aimé Lejeune pour la façade de la « nouvelle Faculté de Médecine », rue des Saints-Pères à Paris, entre 1950 et 1953. Le sujet de la mort de Marc Aurèle inspire un tableau à Pierre Félix Trezel (exposé au Salon de 1806) et à Eugène Delacroix, qui représente les Dernières paroles de l'empereur Marc Aurèle dans un tableau présenté au Salon de 1845 (Lyon, musée des Beaux-Arts).
Marc Aurèle est représenté deux fois au cinéma, dans La Chute de l'Empire romain d'Anthony Mann et Gladiator de Ridley Scott. Il est interprété respectivement par Alec Guinness et Richard Harris. Les deux films ont une trame similaire. En effet, Marc Aurèle y déshérite Commode au profit respectivement de Livius et Maximus, des personnages fictifs, ce qui entraîne son assassinat. Dans La Chute de l'Empire romain, il est empoisonné par un groupe de conspirateurs pensant bénéficier de l'accession de Commode au pouvoir, et, dans Gladiator, c'est ce dernier qui assassine Marc Aurèle en l'étouffant.
En littérature, dans Mémoires d'Hadrien, Marguerite Yourcenar imagine une longue lettre qu'Hadrien adresse à Marc Aurèle.

### Hommages
L'astéroïde (7447) Marcaurèle est nommé en hommage à l'empereur.